# Arquitectura de filigrana

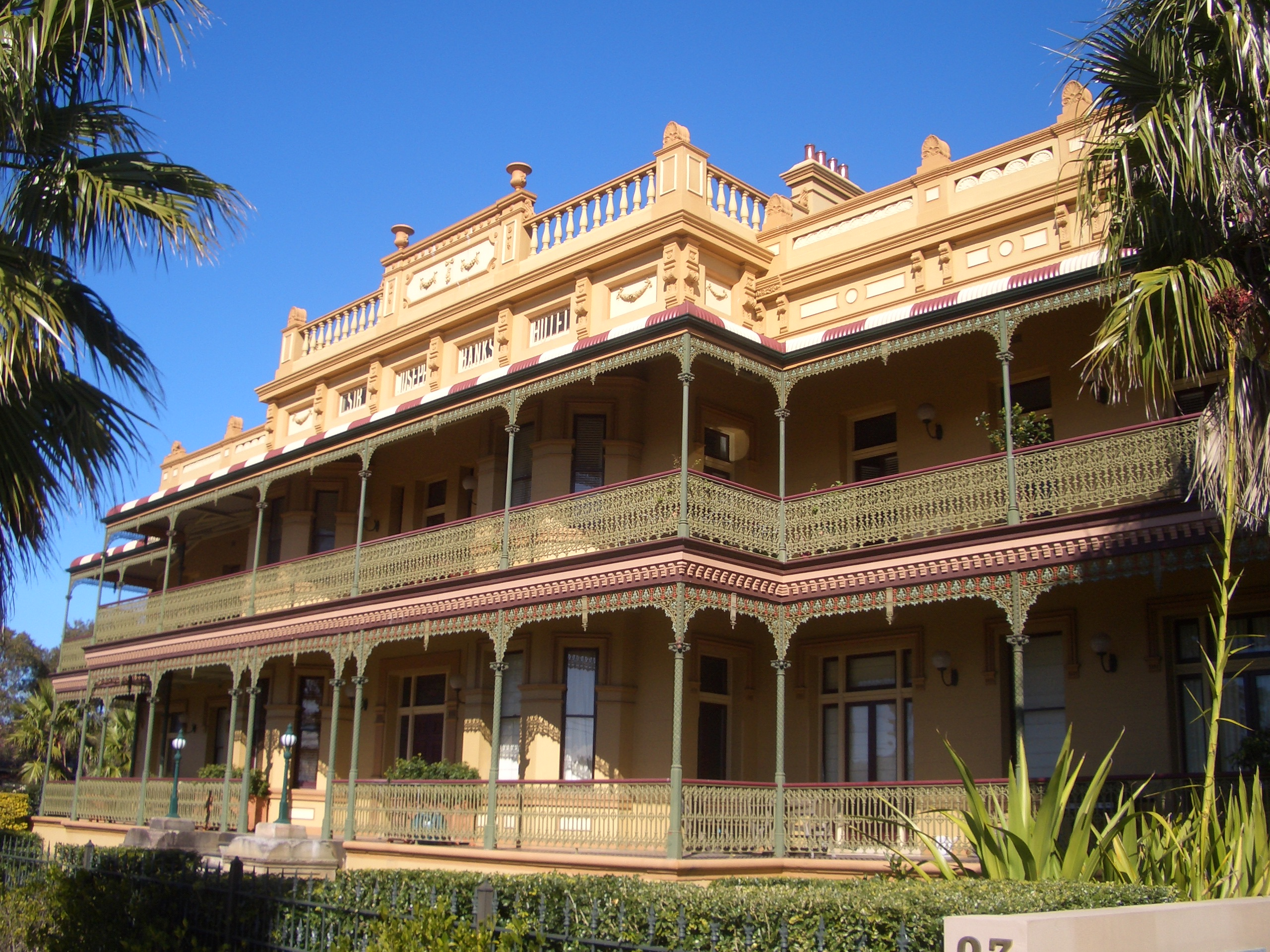
Antiguo Hotel Sir Joseph Banks, Botany (c. 1874).

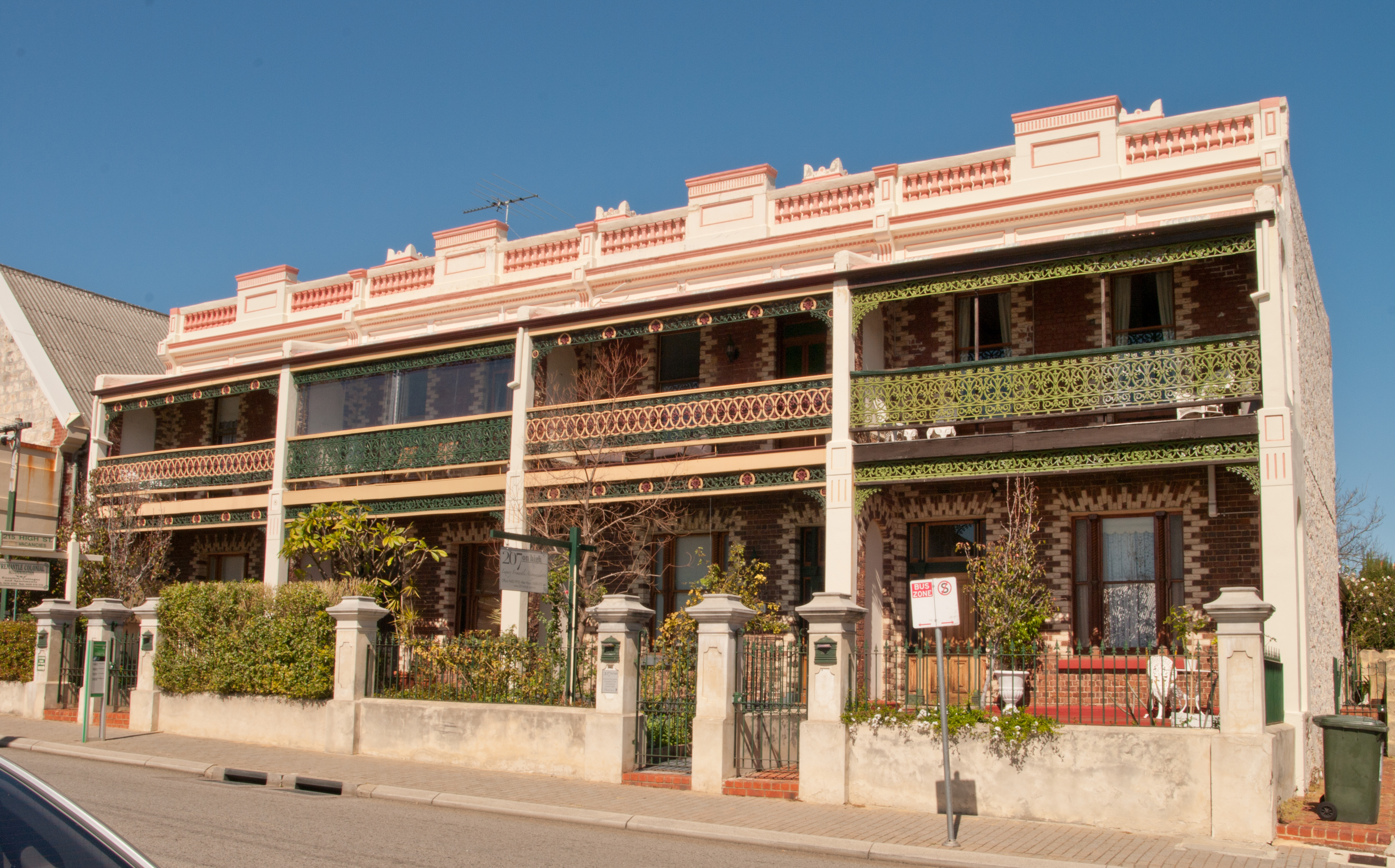
Casas adosadas de Ardmore, Fremantle (c. 1898)

La arquitectura de filigrana es un término moderno que se da a una fase de la historia de la arquitectura australiana. Esta fase fue un adorno de la "tradición de la veranda australiana",  donde la veranda evolucionó desde sus usos funcionales en el antiguo período colonial hasta volverse altamente ornamental.
El estilo de filigrana era una tradición vernácula en edificios que poseían terrazas prominentes que ocultaban la fachada, cubriendo el exterior con un velo ornamental que oscurecía el resto del edificio. En los edificios de estilo filigrana, la veranda era el principal elemento visual. El nombre "filigrana" se refiere a la intrincada textura de esta veranda con forma de pantalla, que a menudo estaba perforada para dejar pasar el aire y la luz, creando deslumbrantes exhibiciones de sombras. En la época victoriana, el estilo se volvió muy popular. Las calles principales estaban bordeadas de terrazas de dos y tres pisos, y algunos ejemplos raros alcanzaban hasta cuatro pisos. Las verandas de estilo filigrana victoriano se hacían casi exclusivamente de hierro fundido, y su delicada apariencia dio origen al término: "encaje de hierro fundido".  En la era de la Federación, el estilo evolucionó hacia el estilo Filigrana de la Federación, cuando la madera eclipsó al hierro fundido como material de elección, y la forma de la veranda se volvió más novedosa. 
El estilo se popularizó principalmente gracias a constructores especulativos,  pero tampoco tenía conciencia de clase, y se utilizó tanto en desarrollos de casas de trabajadores humildes como por arquitectos comerciales prominentes como Richard Gailey y Andrea Stombuco . Tampoco estaba reservado para un único contexto, ya que se utilizaba en ámbitos domésticos, comerciales y gubernamentales,  llegando a asociarse especialmente con la casa adosada australiana,  y el pub australiano con terraza.  
Estas fuertes asociaciones han llevado a que el estilo de filigrana se considere "distintivamente australiano".  Y si bien tanto el hierro fundido ornamental como las verandas se pueden encontrar en otras partes del mundo, Australia posee una interpretación única del diseño y la forma de este estilo, así como una prevalencia nunca vista en otros lugares. 

## Historia de la terminología

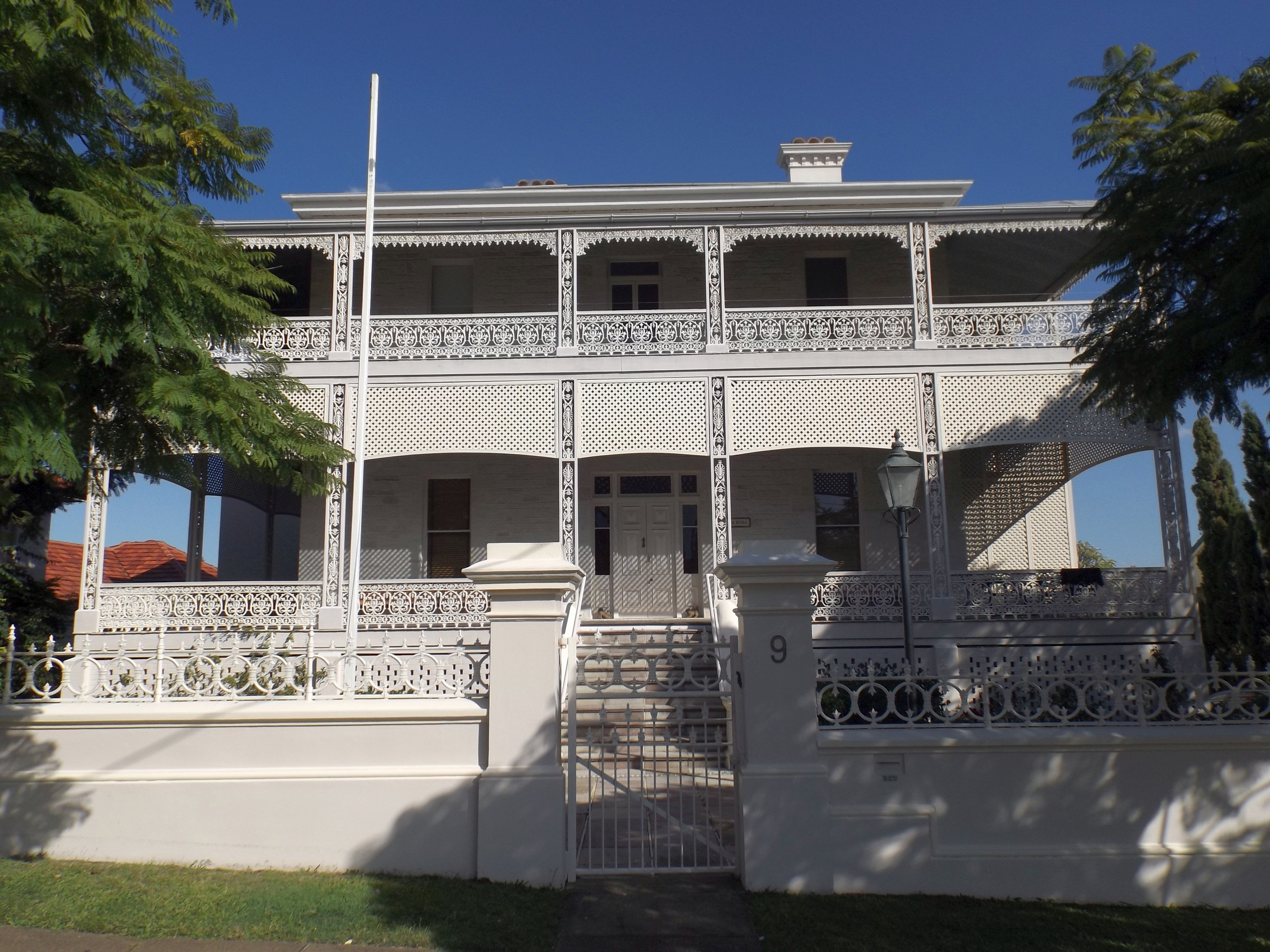
Palma Rosa, Hamilton (1887) fue propuesto por Apperly, Irving y Reynolds como un ejemplo de un edificio cuya característica definitoria es su mampara de terraza.

"Filigrana" fue propuesto por primera vez como descriptor de estilo por el historiador de arquitectura Richard Apperly, y se popularizó en ' A Pictorial Guide to Identifying Australian Architecture: Styles and Terms from 1788 to the Present ' (1989) de Richard Apperly, Robert Irving y Peter Reynolds. Con el libro se intentó establecer una serie de directrices que regulen los estilos arquitectónicos australianos. La historia de la arquitectura australiana se dividió en seis eras cronológicas distintas: Colonial antigua, Victoriana, Federación, Entreguerras, Posguerra y Finales del siglo XX. Un enfoque particular de Apperly, Irving y Reynolds fue reconocer tendencias australianas únicas que hasta entonces no habían sido reconocidas en el ámbito académico.  Acuñaron el término "Filigrana" para describir la prevalencia de edificios que poseen estructuras prominentes de terrazas y balcones que dominan la fachada, ocultando las paredes externas del edificio detrás de una pantalla de terraza de textura intrincada que envuelve el edificio.  El nombre " filigrana " se refiere a la intrincada textura de las balaustradas, columnas, ménsulas y frisos que componían esa pantalla de galería, que a menudo estaba perforada para dejar pasar el aire y la luz. Esta mampara de filigrana y encaje fue diseñada para sobresalir de la masa del edificio principal, creando un espacio intermedio que era al mismo tiempo público y privado. 
Apperly, Irving y Reynolds dividieron la arquitectura de filigrana en dos fases principales. La filigrana victoriana describe una arquitectura con una terraza o balcón visualmente dominante construido durante la era victoriana entre c. 1840
 – c. 1900
. El material principal para la construcción de terrazas en esta época era el hierro fundido, a menudo denominado "encaje de hierro fundido" .  La filigrana de la Federación describe la continuación de esta tradición de la veranda en la era de la Federación (c. 1890
 – c. 1920
 ). En este período, el hierro fundido (aunque todavía se utilizaba) fue eclipsado por la demanda de materiales nuevos y naturalizados, como la madera y el hierro forjado trabajado a mano. 
Las estructuras de verandas y el hierro fundido decorativo eran componentes comunes de la arquitectura victoriana y de la Federación, y la prevalencia de estos componentes en edificios de estilo italiano, gótico y del Segundo Imperio indica su popularidad en ese momento. Sin embargo, su presencia no caracteriza necesariamente a un edificio como de estilo filigrana, ya que este término se reserva para edificios en los que la galería de encaje es la principal característica del diseño externo.

## Orígenes

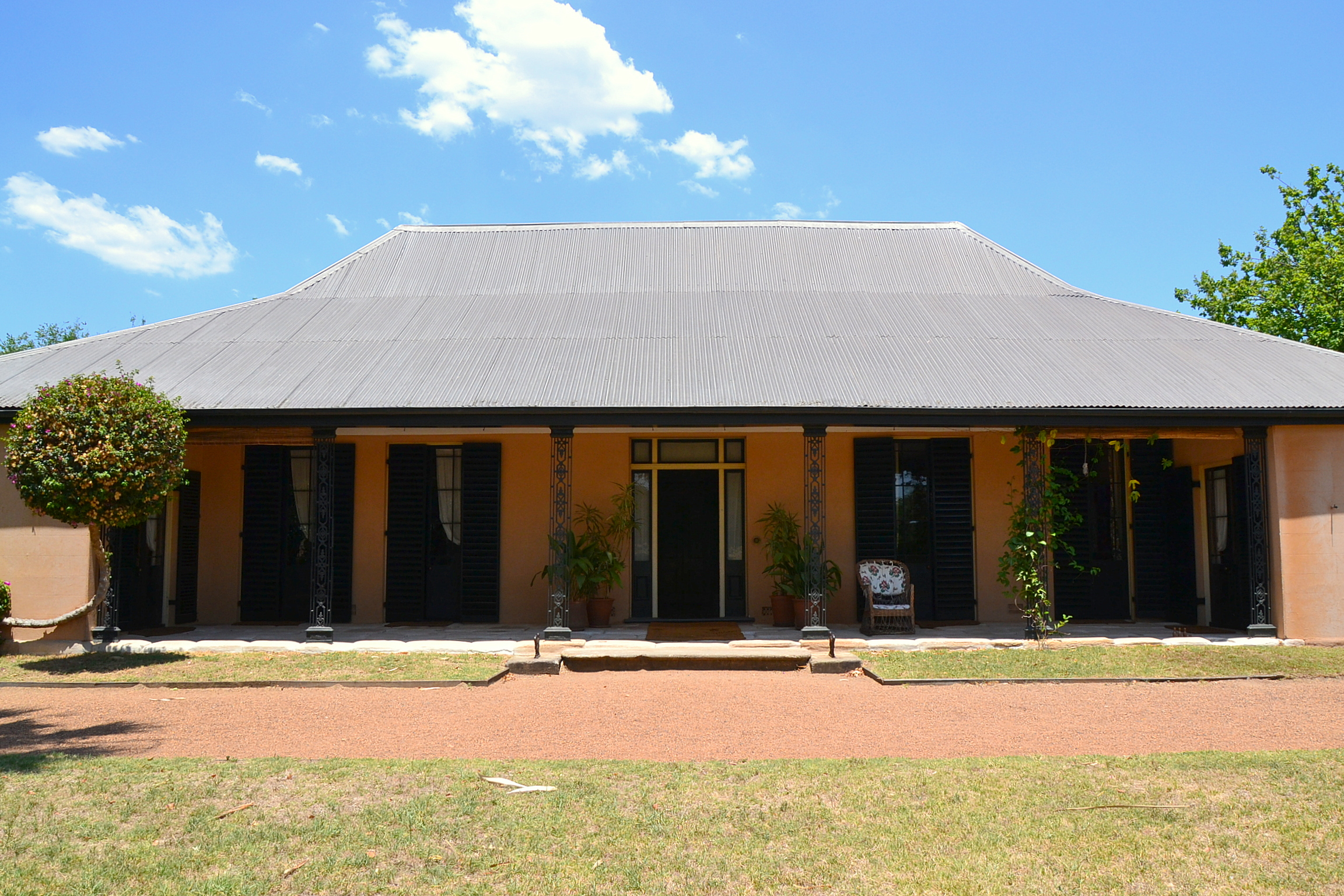
Granja Elizabeth, Parramatta (1793). Bungalow de una sola planta con terraza que protege del sol del norte. Probablemente se añadieron columnas caladas en el año 60 c. 1865 durante las reparaciones.

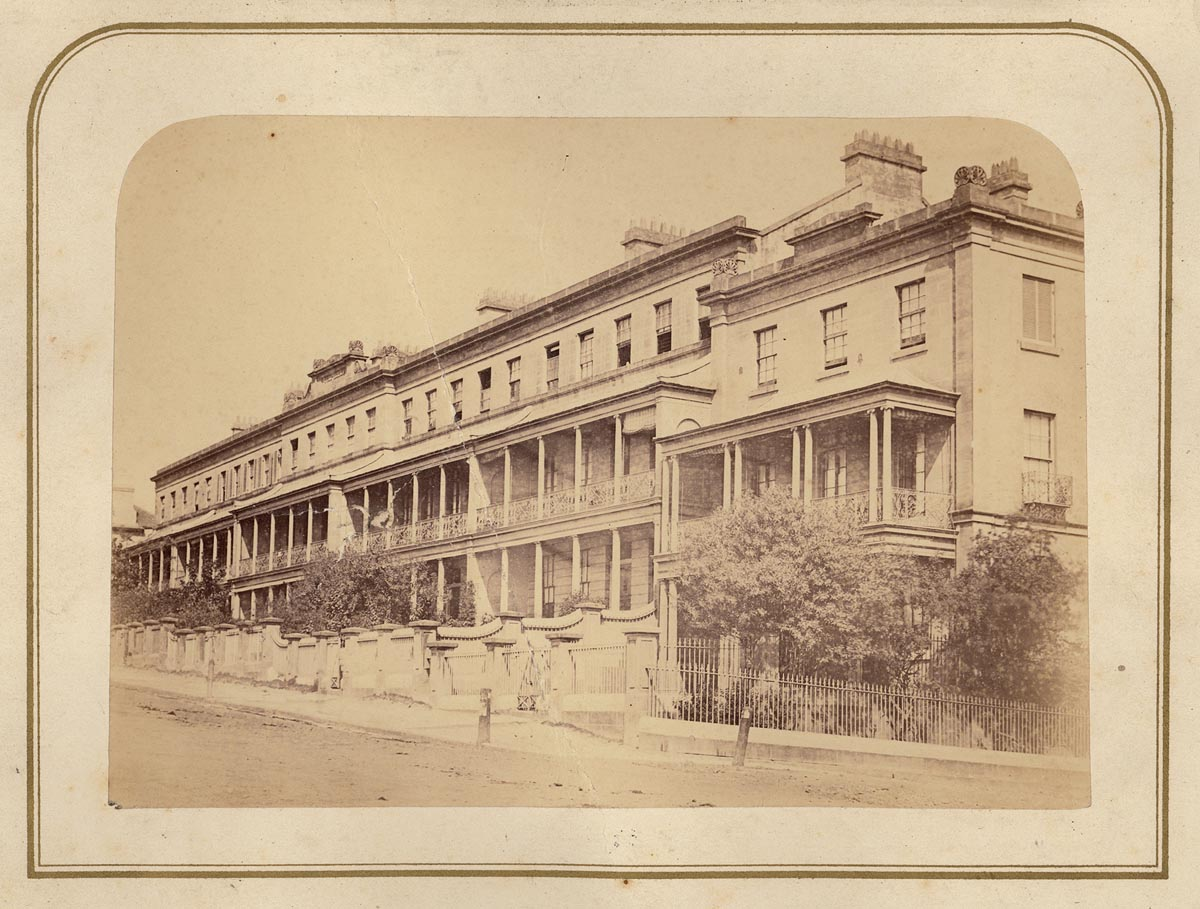
Terraza Lyons, Hyde Park (1841)

Las primeras estructuras de veranda construidas por los colonos europeos eran edificios tipo bungalow, tal vez inspirados en ejemplos encontrados en otras partes del Imperio Británico a través de la conexión de oficiales militares que habían servido en la India.  El teniente gobernador, mayor Francis Grose, había servido en América del Norte durante la Guerra de la Independencia y probablemente se habría encontrado con la galería durante su estancia allí. En 1793, Grose añadió una terraza a la fachada de la casa en la que residía. En 1794, durante el mandato de Grose como vicegobernador, se añadió una galería de un solo piso a lo largo del frente de la Casa de Gobierno, y en 1802 se amplió a lo largo del costado de las nuevas ampliaciones orientales.  El capitán John Macarthur y su esposa Elizabeth construyeron su casa de campo en Parramatta en 1793 con una terraza que recorría el aspecto norte con vistas al río. En este período temprano, la veranda a menudo actuaba como un pasaje externo, sirviendo como punto de acceso a habitaciones que no se conectaban entre sí internamente.  Lo más importante es que la terraza también servía para protegerse tanto del sol intenso como de la lluvia torrencial.
 
Las primeras verandas de dos pisos solían construirse con madera y piedra, como la del " Rum Hospital " (c. 1810-1816), que se extendía en una larga cinta a lo largo de una prominente cresta en el extremo este de Sídney .  Otro ejemplo temprano destacado de este estilo fue el Royal Hotel de cuatro pisos en George Street, Sydney (c. 1840), cuyo aspecto pesado e imponente fue muy comentado por los visitantes.  En 1841, Samuel Lyons, un exitoso subastador y ex convicto, construyó la masonística Lyons Terrace con vista a Hyde Park .  Fue una de las primeras terrazas que tenía muros divisorios que sobresalían de la línea del tejado, como lo exigía la Ley de Construcción de 1837, aprobada por la Asamblea Legislativa de Nueva Gales del Sur tres años antes. Lyons Terrace tenía tres pisos, con una larga terraza de dos pisos revestida con hierro fundido que corría a lo largo de toda su anchura. Era un edificio enorme y maravilloso y, obviamente, tuvo un efecto en la joven ciudad. Fue pintado y fotografiado repetidamente por lugareños y visitantes por igual, y curiosamente, una y otra vez está marcado en los mapas de la ciudad, como si se considerara un punto de referencia.  La veranda de dos pisos de Como, South Yarra (1847)  tiene un diseño inusual y consiste en barandillas con púas.  Sobre Strickland House, Vaucluse ( c. 1856-58
 ), supuestamente diseñado por John Frederick Hilly, una columnata de mampostería de columnas dóricas envuelve el nivel inferior, mientras que el balcón del nivel superior presenta barandillas de hierro fundido y columnas caladas de hierro fundido estilo Sydney. 

## Filigrana victoriana

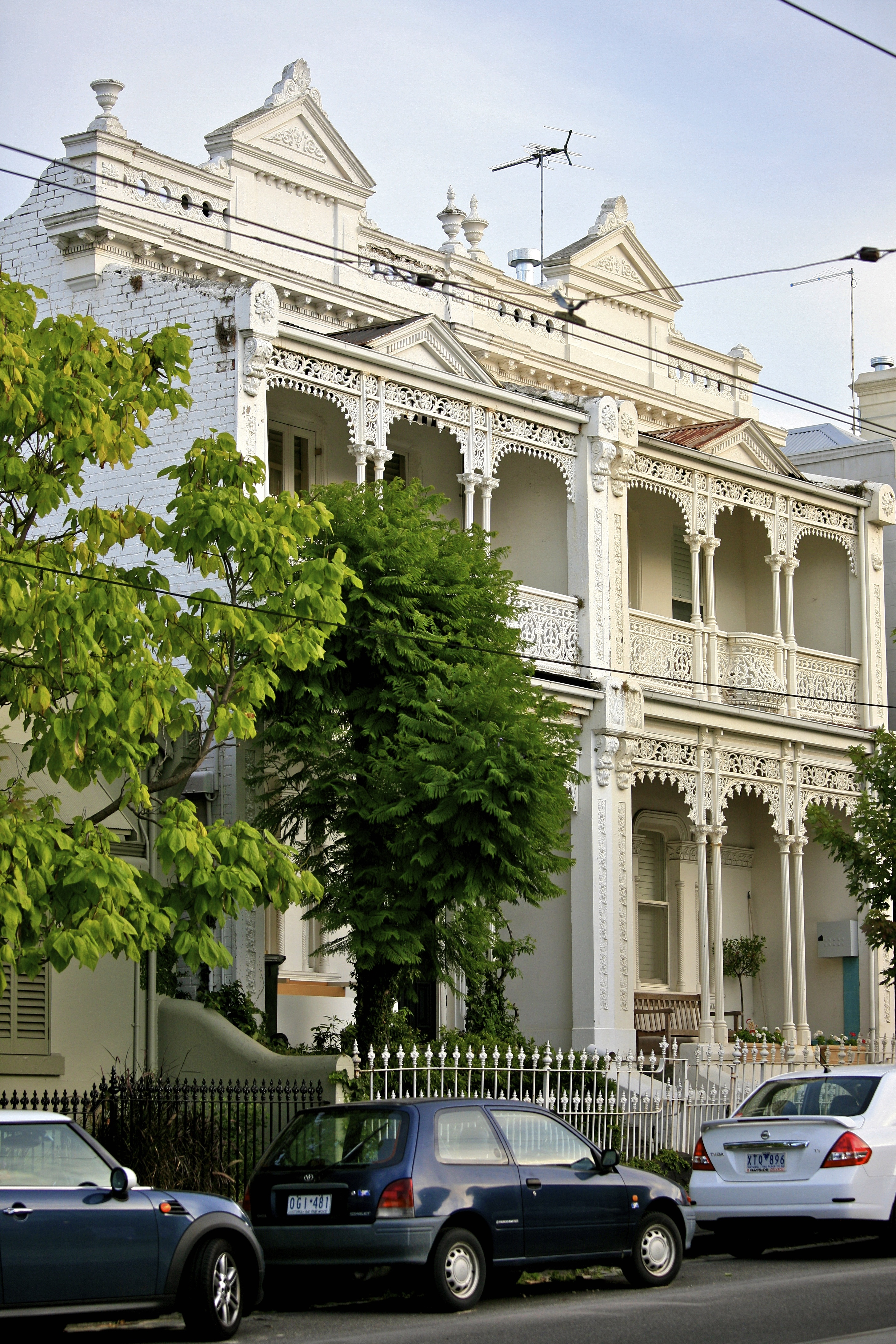
Pareja de terrazas, South Yarra (1890-91) con balcones de estilo "palco de ópera" especialmente fundidos.

A partir del período de la fiebre del oro en Nueva Gales del Sur y Victoria, la economía entró en un período de auge que duró hasta la década de 1890. Durante este tiempo, y a menudo a expensas de los habitantes aborígenes originales, los europeos australianos prosperaron. Con esta prosperidad vino una creciente demanda de estilos arquitectónicos cada vez más ornamentados, y este optimismo de tiempos de auge encontró su expresión física en floridas explosiones de encajes de hierro fundido que decoraban las fachadas de los edificios más triunfantes. El hierro fundido no era un material nuevo, pero los avances tecnológicos en su producción hicieron que ahora pudiera llegar a un mercado masivo. Estas mamparas de filigrana con encaje eran al principio sencillas; en Lyons Terrace solo la balaustrada estaba hecha con encaje de hierro fundido, pero el estilo finalmente evolucionó para incluir ménsulas, frisos, flecos y, a veces, incluso frisos dobles. Algunos ejemplos en East Melbourne muestran el cambio de materiales a lo largo del tiempo: Burlington Terrace, East Melbourne (c. 1867
), diseñada por Charles Webb, presenta una balaustrada de hierro fundido con soportes y columnas de madera; Lawson Terrace, East Melbourne (c. 1871
 ), presenta una balaustrada de hierro fundido y un friso con clave, con columnas y ménsulas de madera; y Hepburn Terrace, East Melbourne (c. 1878
), cuenta con balaustrada, friso, ménsulas y columnas, todos realizados en hierro fundido ornamental.

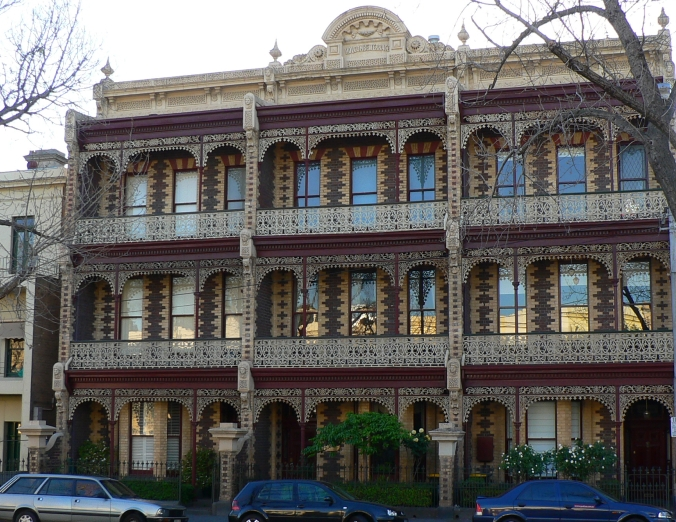
Terraza Holcombe, Carlton (1884)

La silueta básica de Lyons Terrace (de tres pisos con una terraza de dos pisos) fue increíblemente influyente y fue copiada repetidamente por hileras de terrazas en todo el país, como Fitzroy Terrace, East Melbourne ( c. 1855);  Carlton Terrace, Wynyard ( c. 1864); Denver Terrace, Carlton ( c. 1866
 ) ;  Carlingford Terrace, Surry Hills ( c. 1868-69); Tasma Terrace, East Melbourne ( c. 1979
 ); Lawrenny Terrace, Surry Hills (c. 1882);  Hughenden Terrace, Petersham (1884); y Herberto Terrace, Glebe (1885).  Sin embargo, no todas las casas adosadas de varios pisos siguieron la silueta lionesa . Holcombe Terrace, Carlton (1884), diseñada por Norman Hitchcock,  es una terraza de tres pisos revestida con un velo de encaje a juego de tres pisos. Su fachada de ladrillo policromado brilla bajo la galería de hierro fundido, y los encajes han sido pintados en tonos crema y granate para reflejar el ladrillo, creando una mancha de color que asombra al espectador. Otras terrazas notables, aún en pie, con verandas de tres pisos incluyen Marine Terrace, Grange Beach (1884); Waverly Terrace, Melbourne (1886);  y las singulares casas adosadas Katoomba House, Millers Point ( c. 1875-86); y Bundarra, Surry Hills ( c. 1891
 ). Milton Terrace, Millers Point (1880-82), de cuatro pisos, cuenta con tres niveles sobre el suelo y un sótano debajo. Quizás una de las mejores hileras de terrazas de Sídney es la Brent Terrace, de cuatro pisos, en Elizabeth Bay (c.1897). Elogiada por su " florida ornamentación ", esta magnífica fila de ocho presenta tres niveles de encaje de hierro fundido a juego de la fundición de Dash & Wise. 

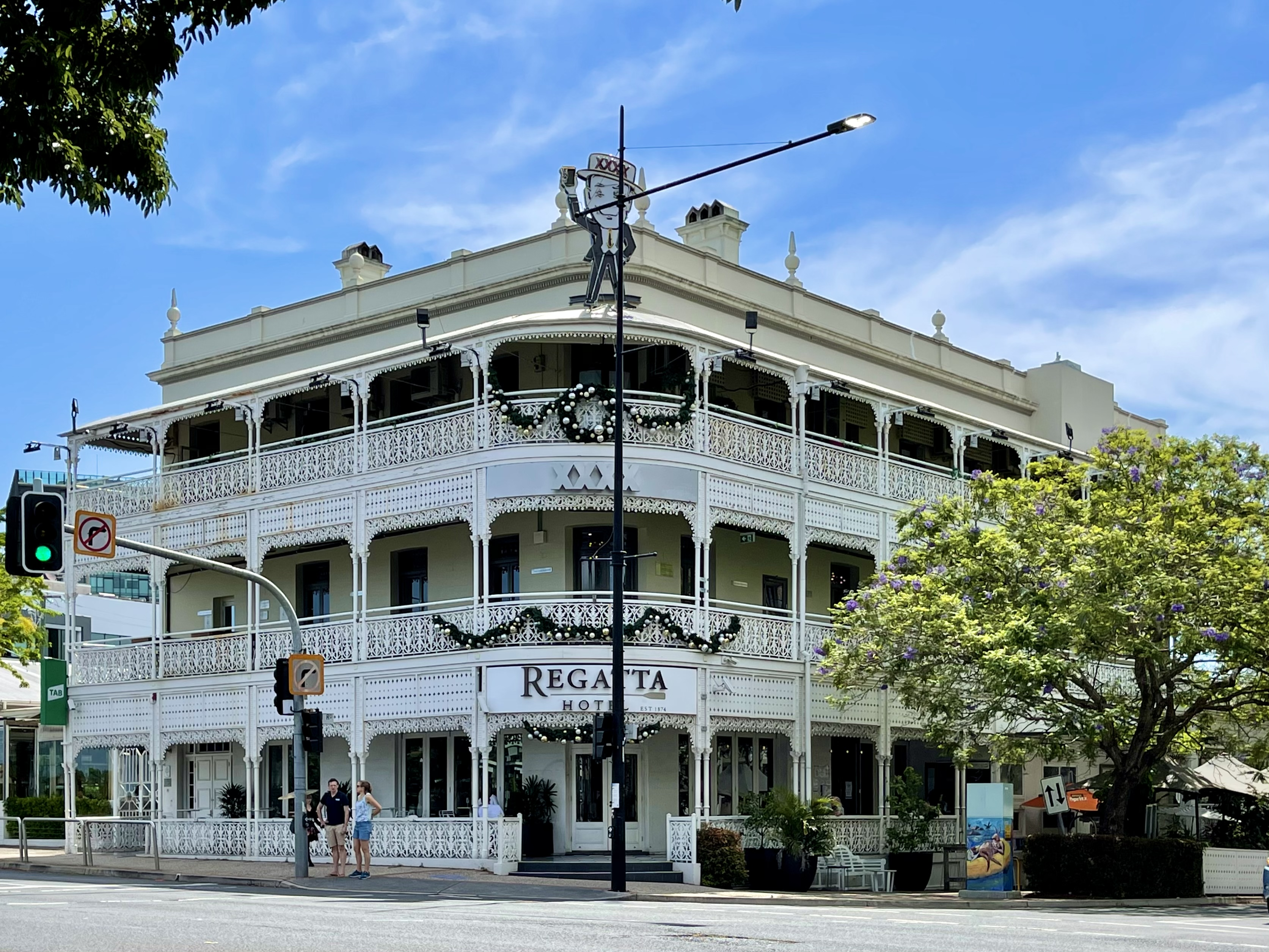
Hotel Regatta, Toowong (1886). Richard Gailey, arquitecto.

En esta época, el estilo filigrana pasó a estar muy extendido en hoteles y pubs.  La terraza era un espacio al mismo tiempo público y privado que propiciaba el descanso a la sombra para sus visitantes, por lo que era muy adecuada para hoteles. Al principio se utilizaban verandas de madera. Más tarde, empezó a aparecer el hierro fundido. En la terraza de dos pisos del Royal Hotel, Hill End ( c. 1869-75
) una balaustrada de hierro fundido adorna el nivel superior, con el techo sostenido por columnas caladas de estilo Sydney.  El Regatta Hotel, Toowong (1886) presenta a los espectadores una pantalla de filigrana de tres capas. Situado con vistas al río Brisbane, el hotel hace un gran uso de sus activos y a menudo se puede ver a sus huéspedes festejando en el fresco aire tropical de sus terrazas.  La Regata fue diseñada por el arquitecto Richard Gailey, quien practicó extensamente el estilo filigrana. Otros pubs de tres pisos diseñados por Gailey incluyen el Kangaroo Point Hotel, Kangaroo Point (1886);  <i id="mwAbk">el Empire Hotel</i>, Fortitude Valley (1888)  y el Prince Consort Hotel, Fortitude Valley (1888)  y también diseñó el Moorlands de estilo Filigree, Auchenflower (1892)  La terraza de tres pisos del Kangaroo Point Hotel se eliminó en 1924, cuando las terrazas de estilo Filigree estaban pasando de moda, pero se volvió a agregar en una restauración en 1994.  En todo el país se podían encontrar pubs de estilo filigrana victoriano, a menudo revestidos con hierro ornamental fundido localmente. El Australian Hotel, Townsville (1888) presenta un diseño local de Queensland. El Palace Hotel, Broken Hill (1889), fue diseñado por el arquitecto Alfred Dunn, y presenta un patrón común en Sydney,  mientras que el Post Office Hotel, Bourke (1888) presenta un patrón de la fundición Sun de Adelaida .  Estos dos ejemplos muestran la influencia competitiva de varias ciudades australianas en el interior del país. La mayoría de las terrazas de los pubs tenían los mismos patrones estándar que los de otros edificios, pero una excepción fue el <i id="mwAeI">Royal Hotel</i>, Bathurst ( c. 1880
 ) cuya fundición a medida lleva blasonada la inicial "R". 

### Ejemplos del estilo filigrana victoriano

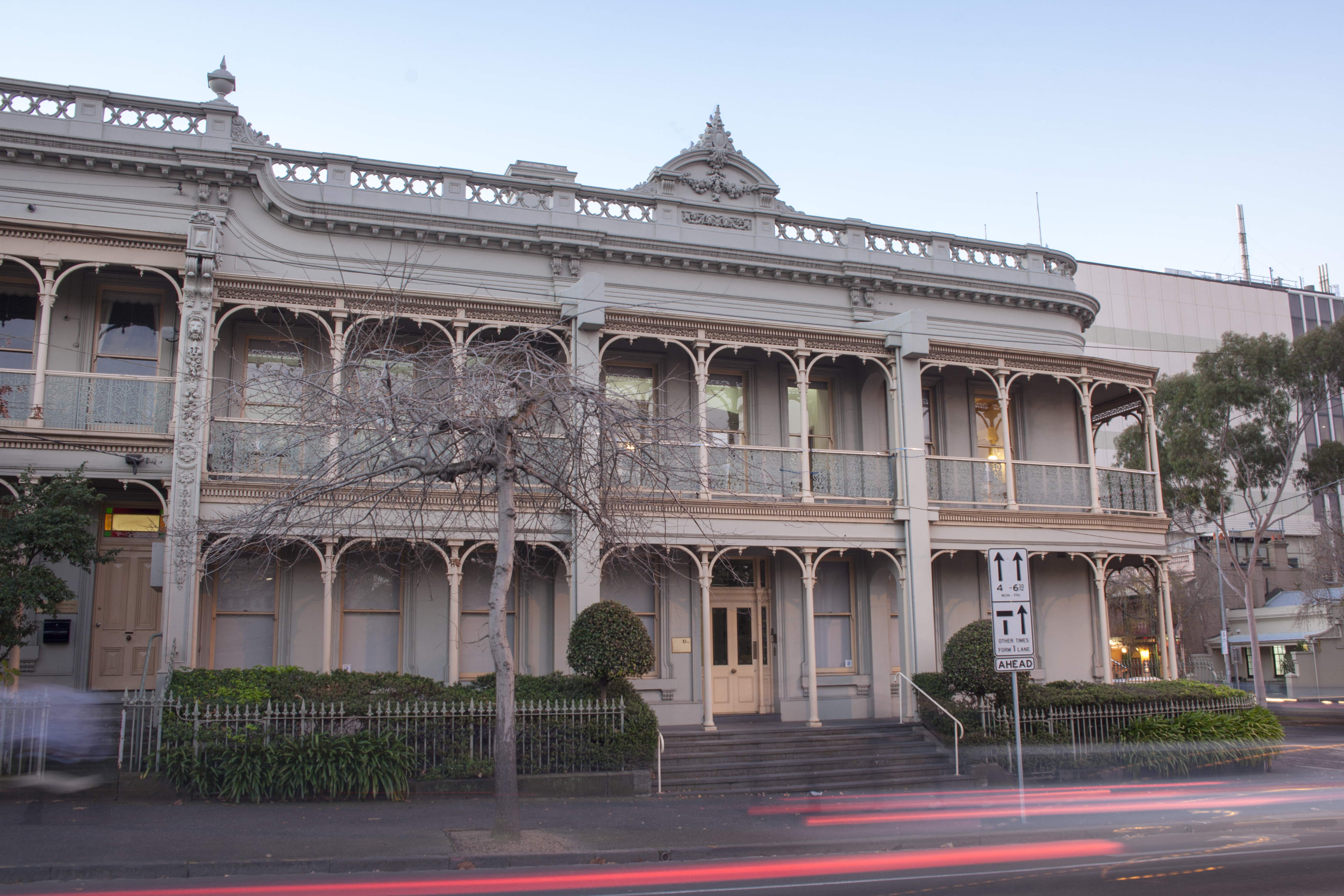
Burlington Terrace, East Melbourne (1867).
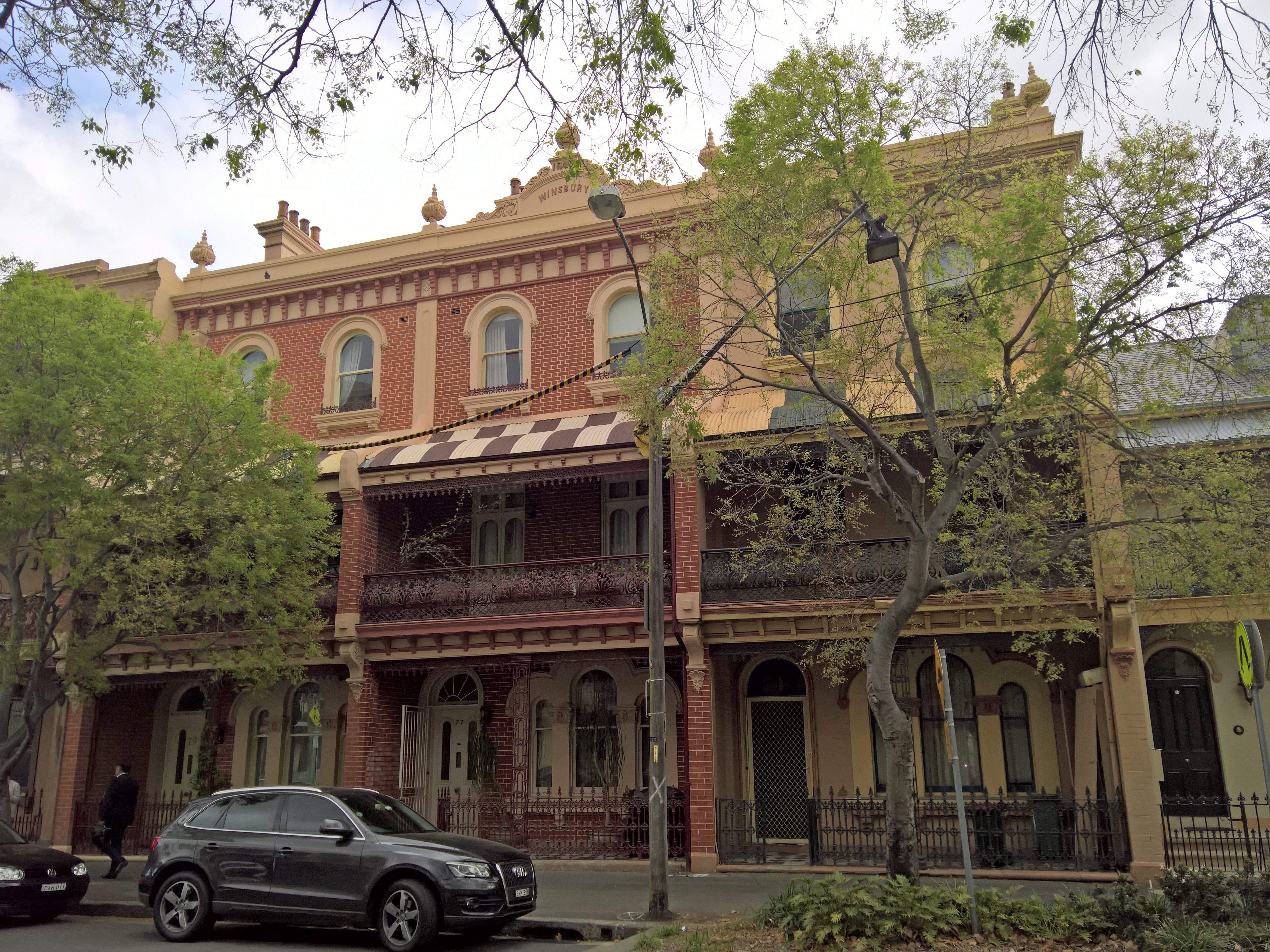
Winsbury Terrace, Millers Point (c. 1875)
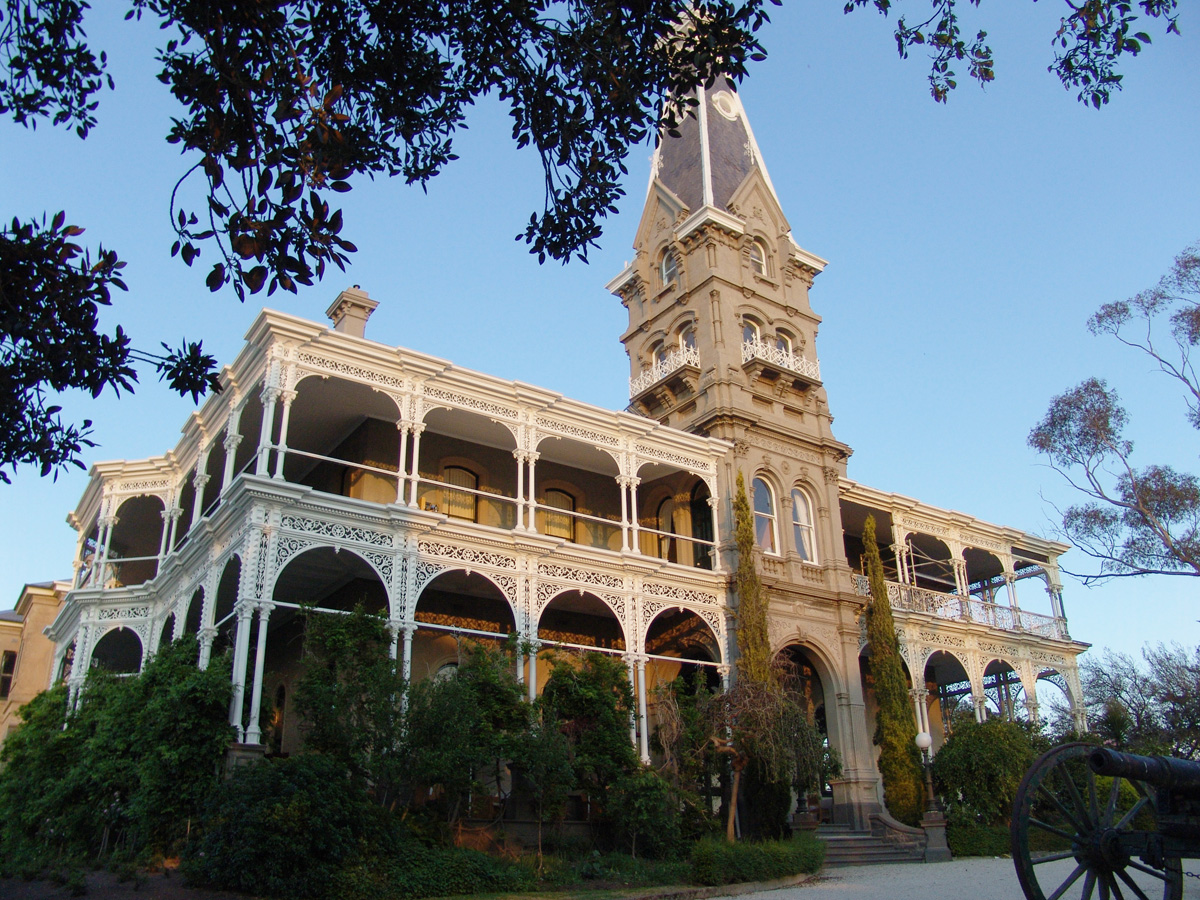
Rupertswood, Sunbury (1874-76); architect George Brown.
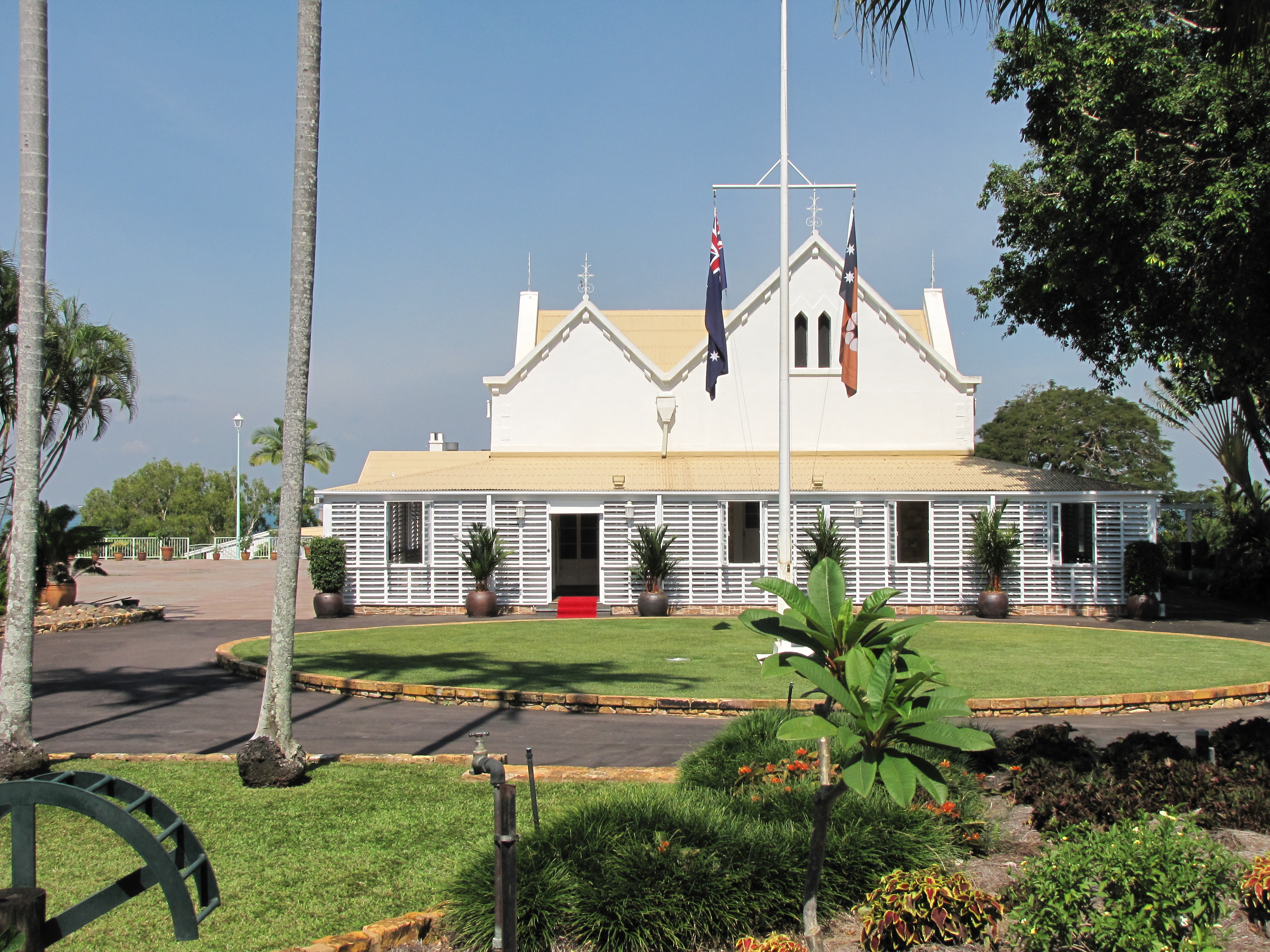
Government House, Darwin (c. 1879 ).
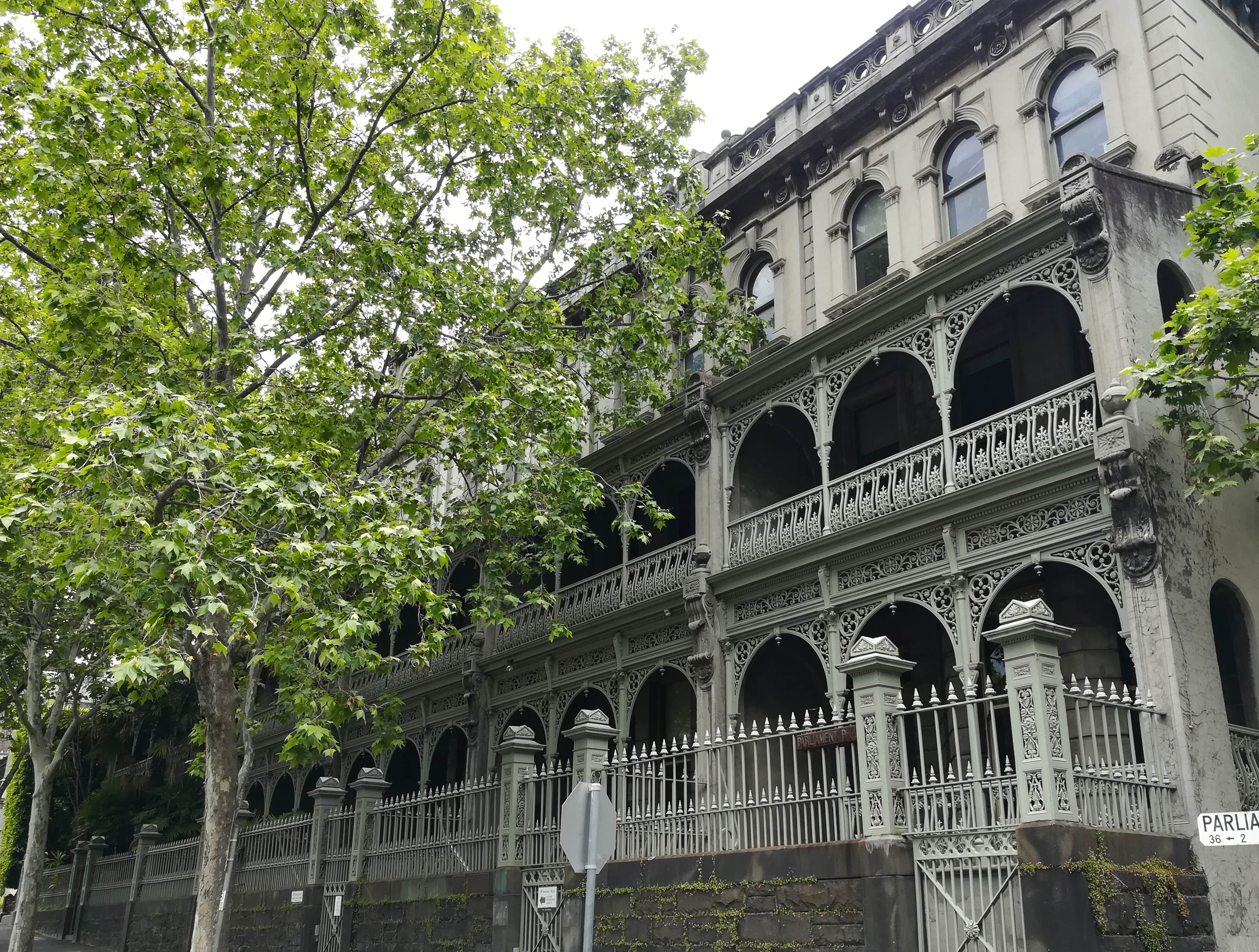
Tasma Terrace, East Melbourne (1879). Victorian Free Classical terrace with filigree verandahs.
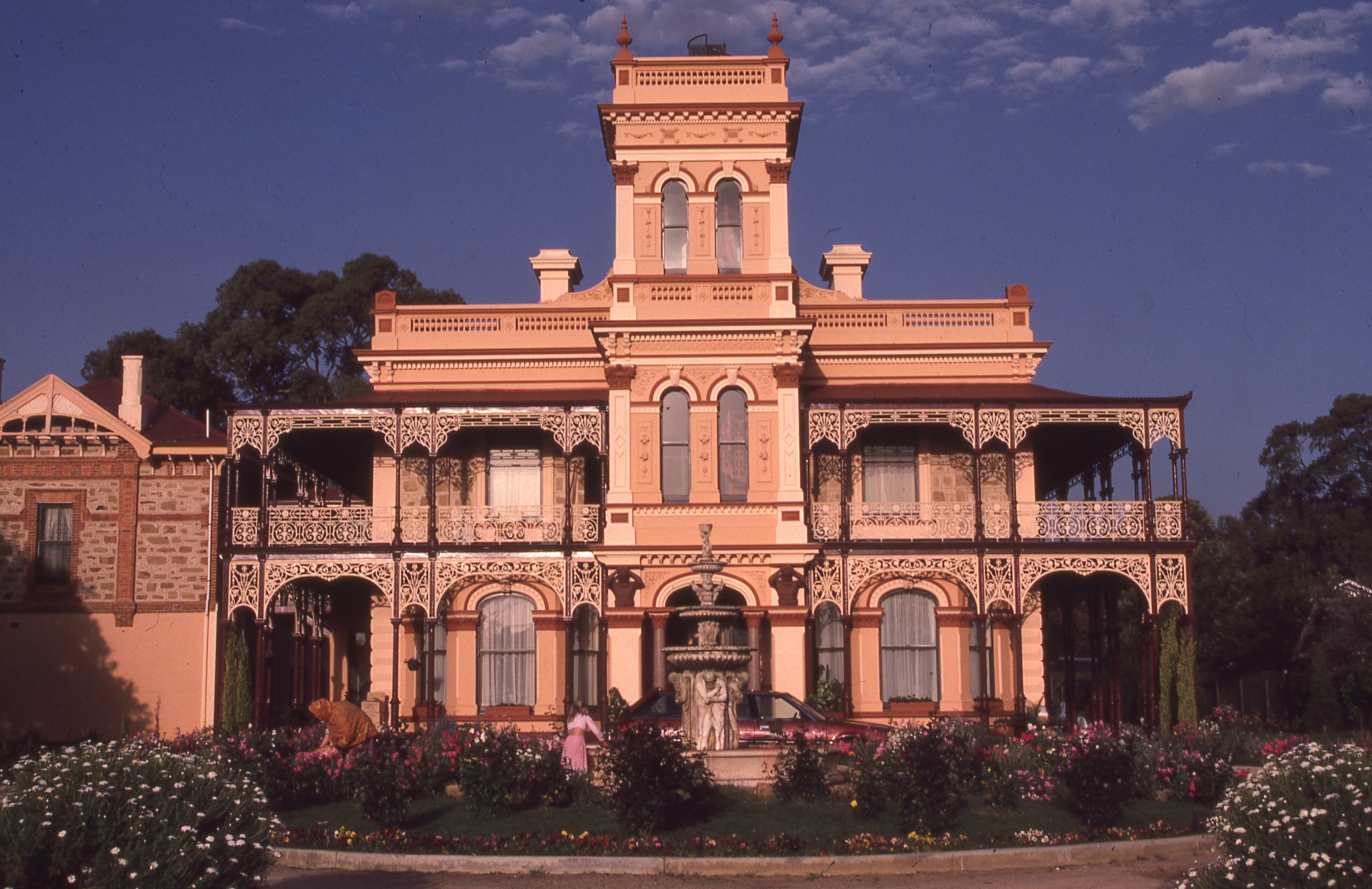
<i id="mwAjE">Eynesbury House</i>, Kingswood (1881)
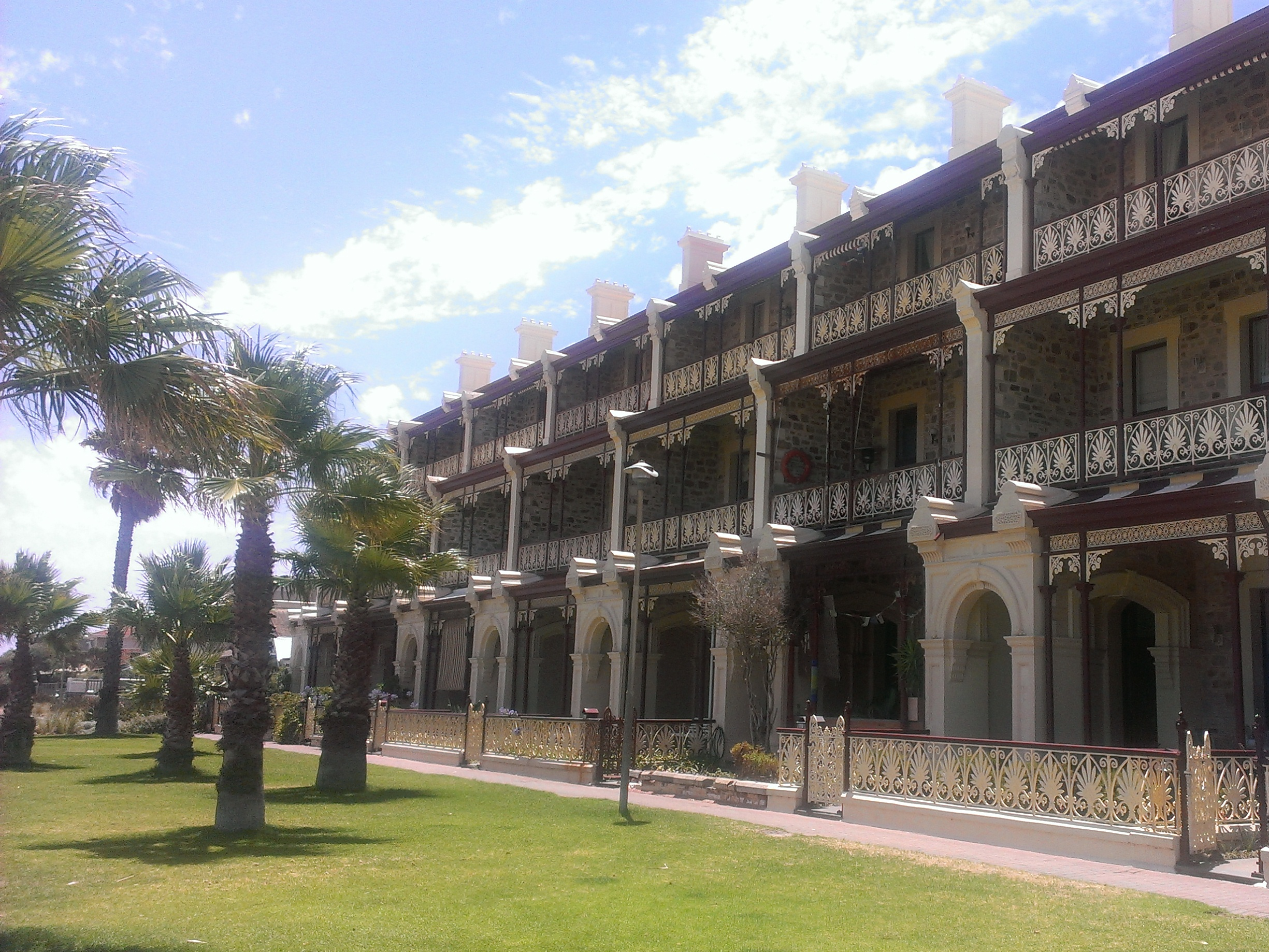
Marine Terrace, Grange Beach (1884). A key example of the Adelaide-style, with three storeys of setback filigree verandahs.
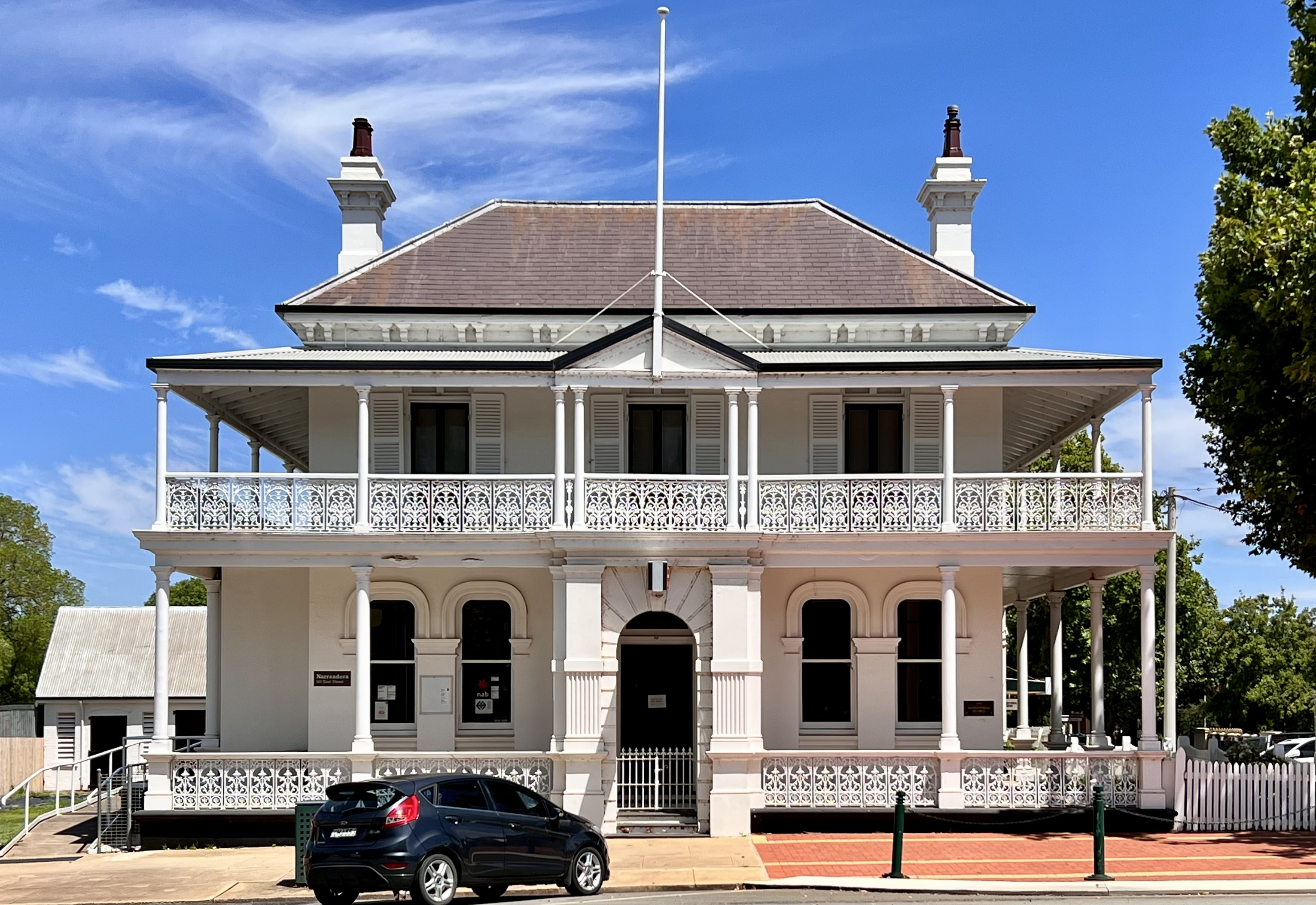
Commercial Banking Company of Sydney Bank Building, Narrandera. Built 1884-1885.
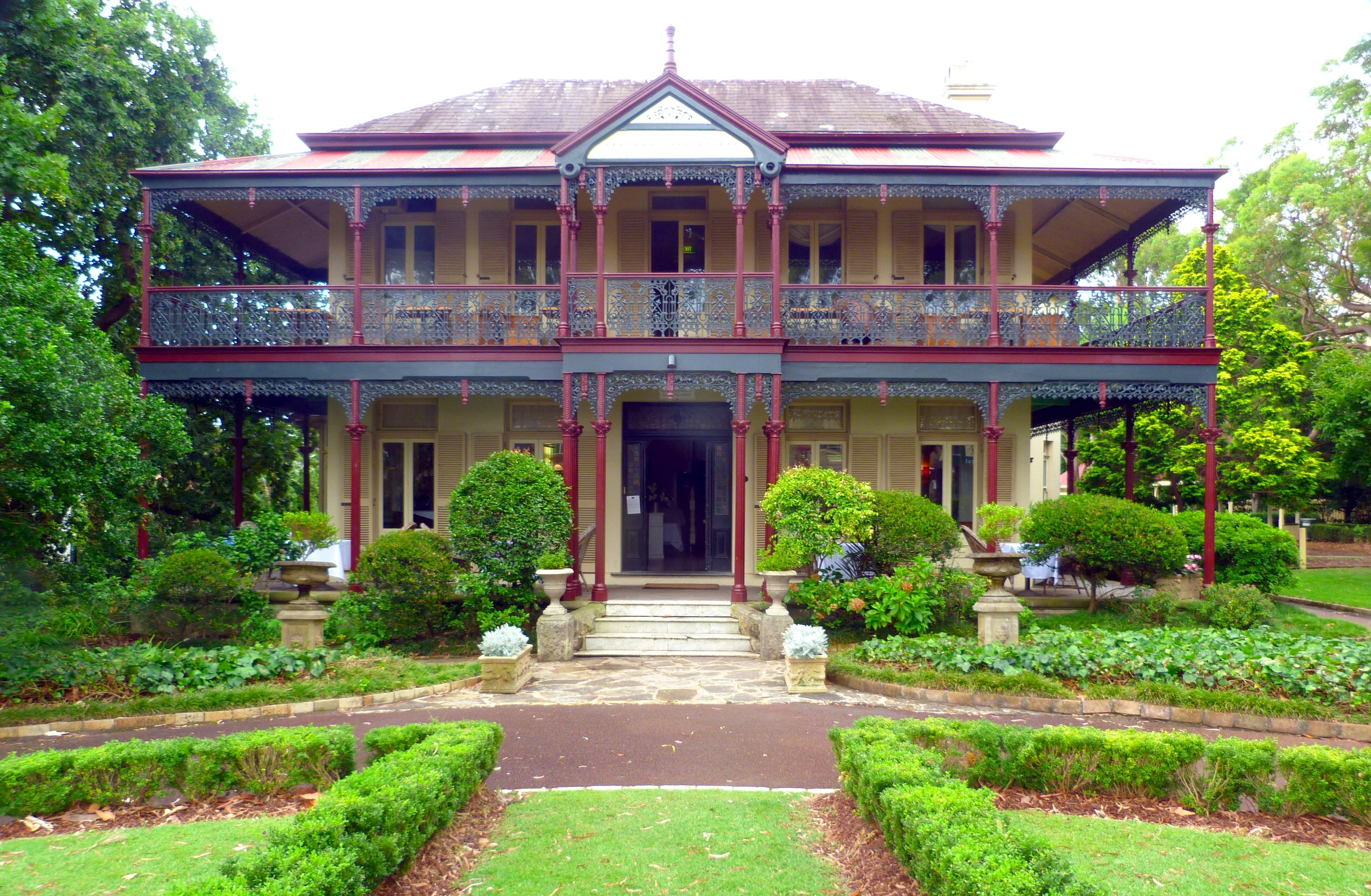
Boronia, Mosman (1885).
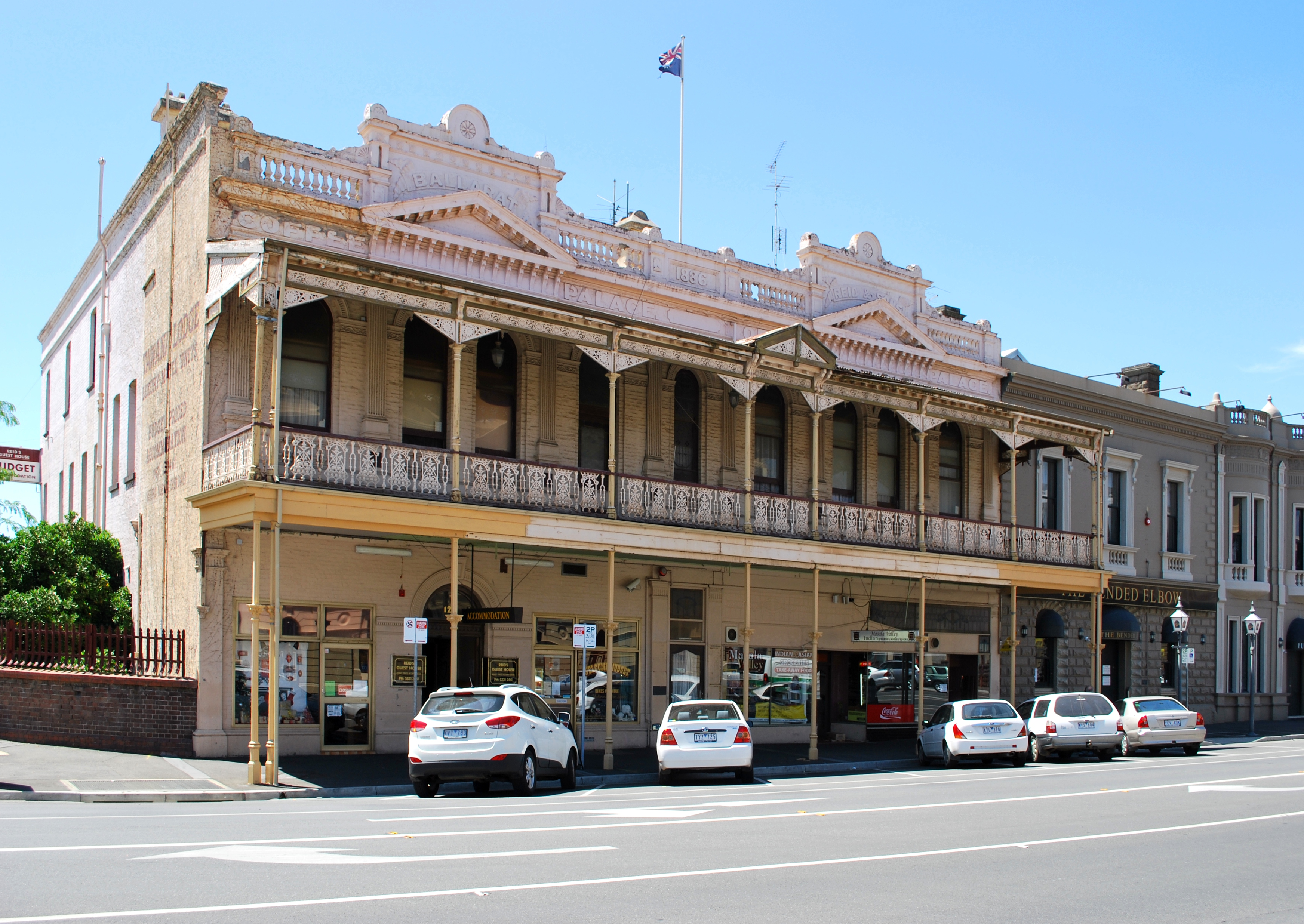
Reid's Coffee Palace, Ballarat (1886)
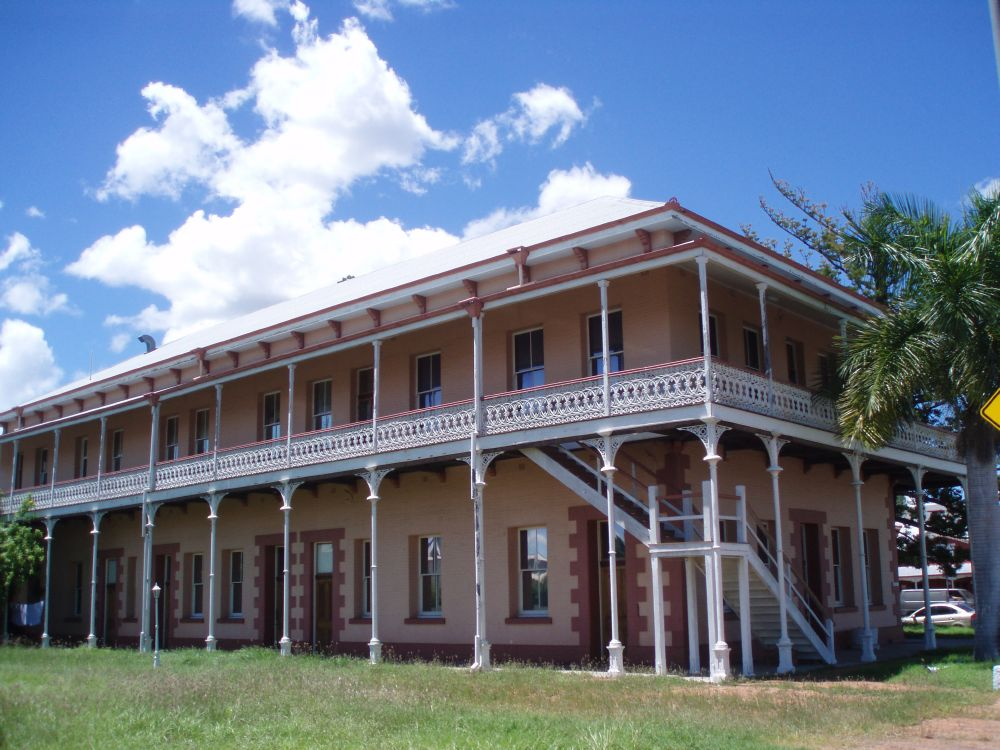
Railway Administration Building, Rockhampton (1886).
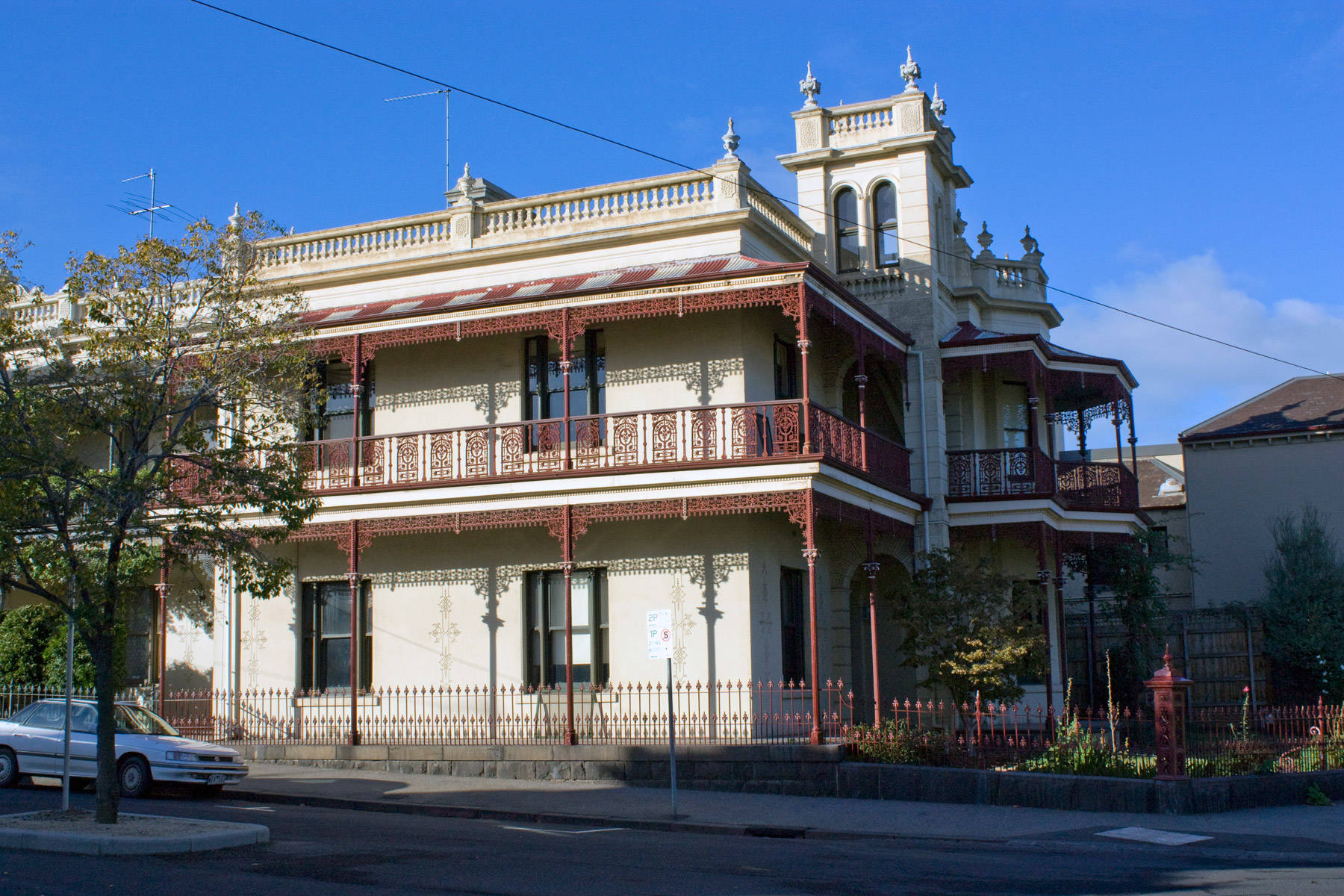
<i id="mwAnU">Wardlow</i>, Parkville (1888). Italianate mansion with canted verandah screens.
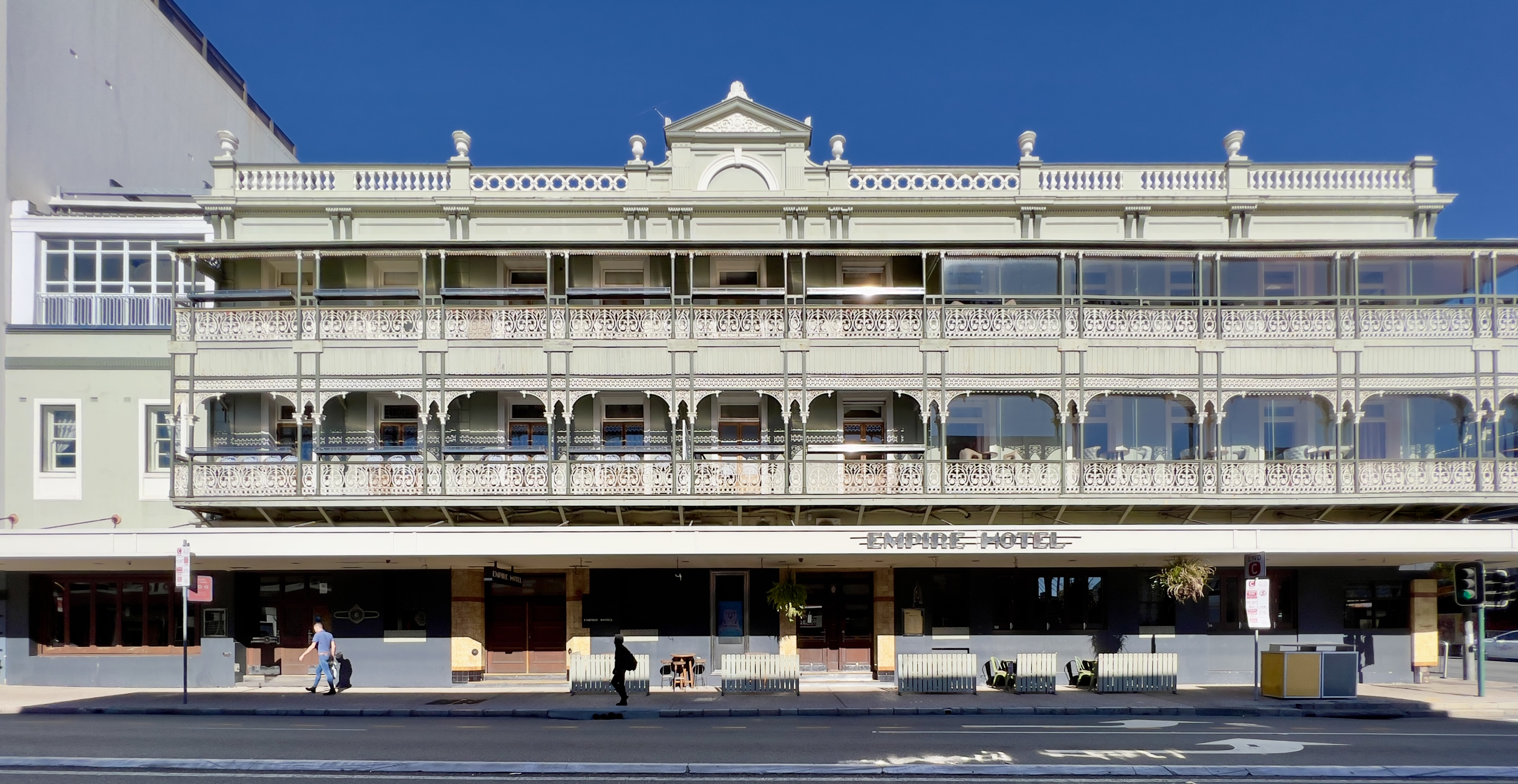
Empire Hotel, Fortitude Valley (1888) Smith and Ball, builders. Richard Gailey, architect.
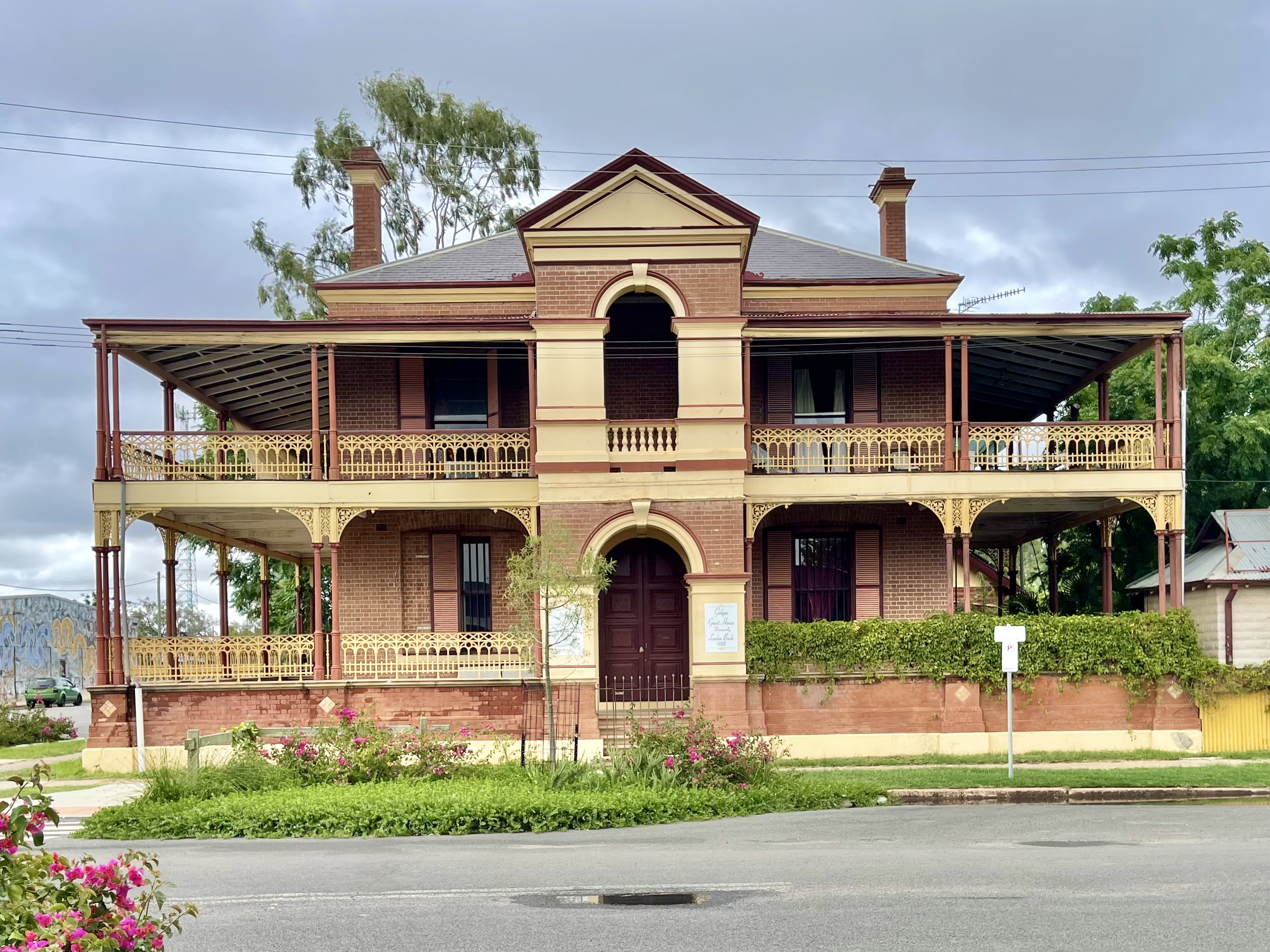
<i id="mwApE">London Chartered Bank of Australia Building</i>, Bourke (1888).
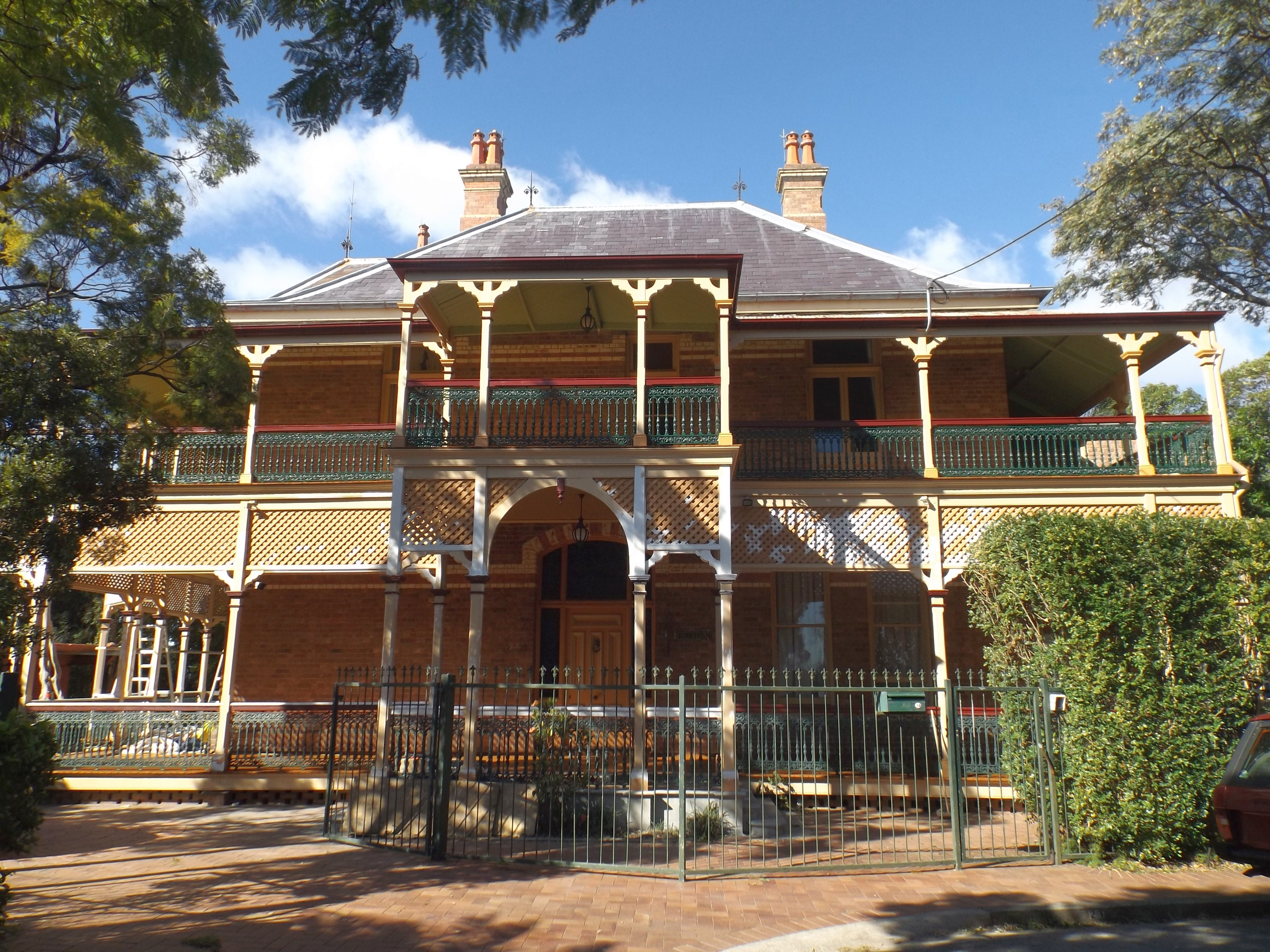
Kirkston, Windsor (1889).
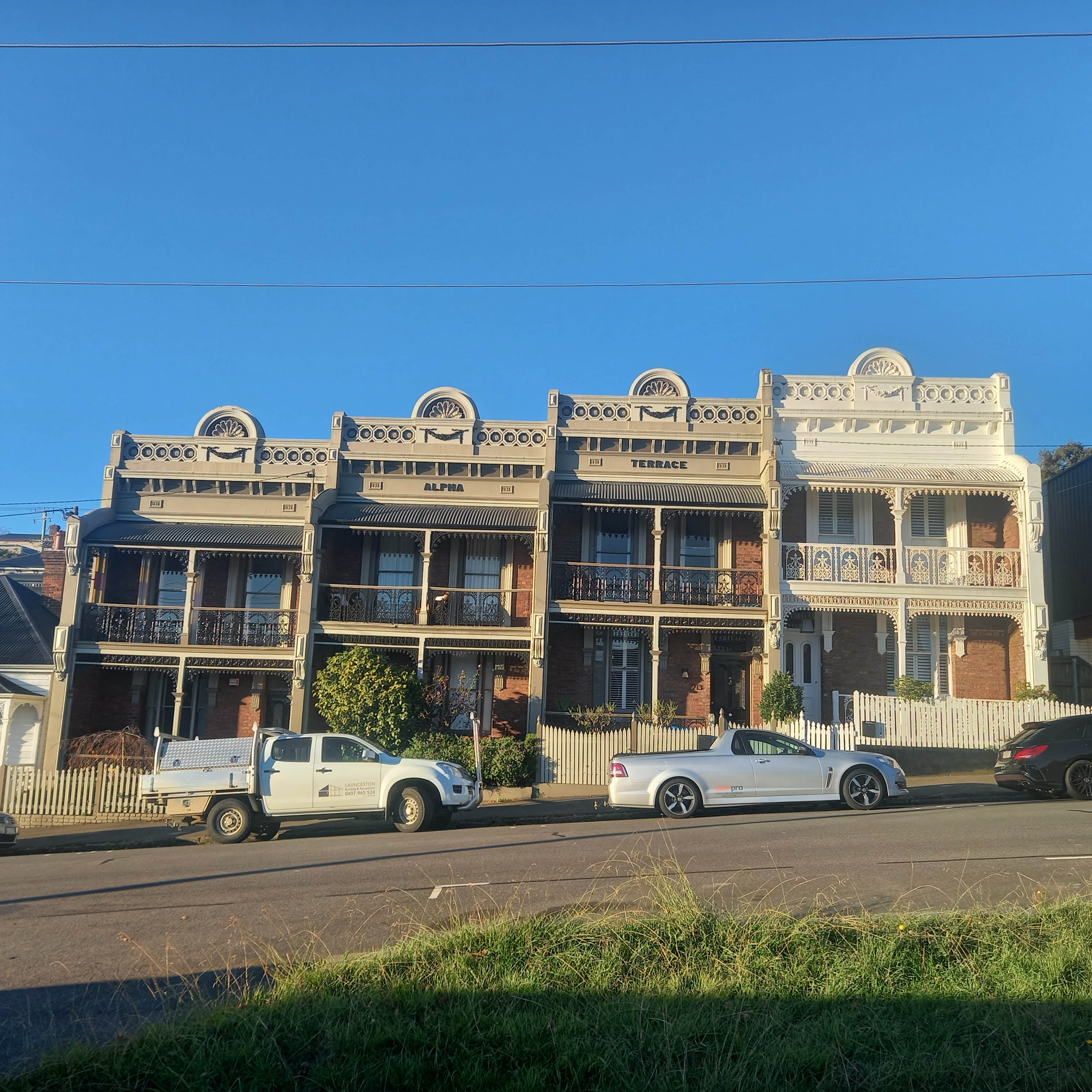
Alpha Terrace, Launceston (late-1880s).

## Filigrana Federación

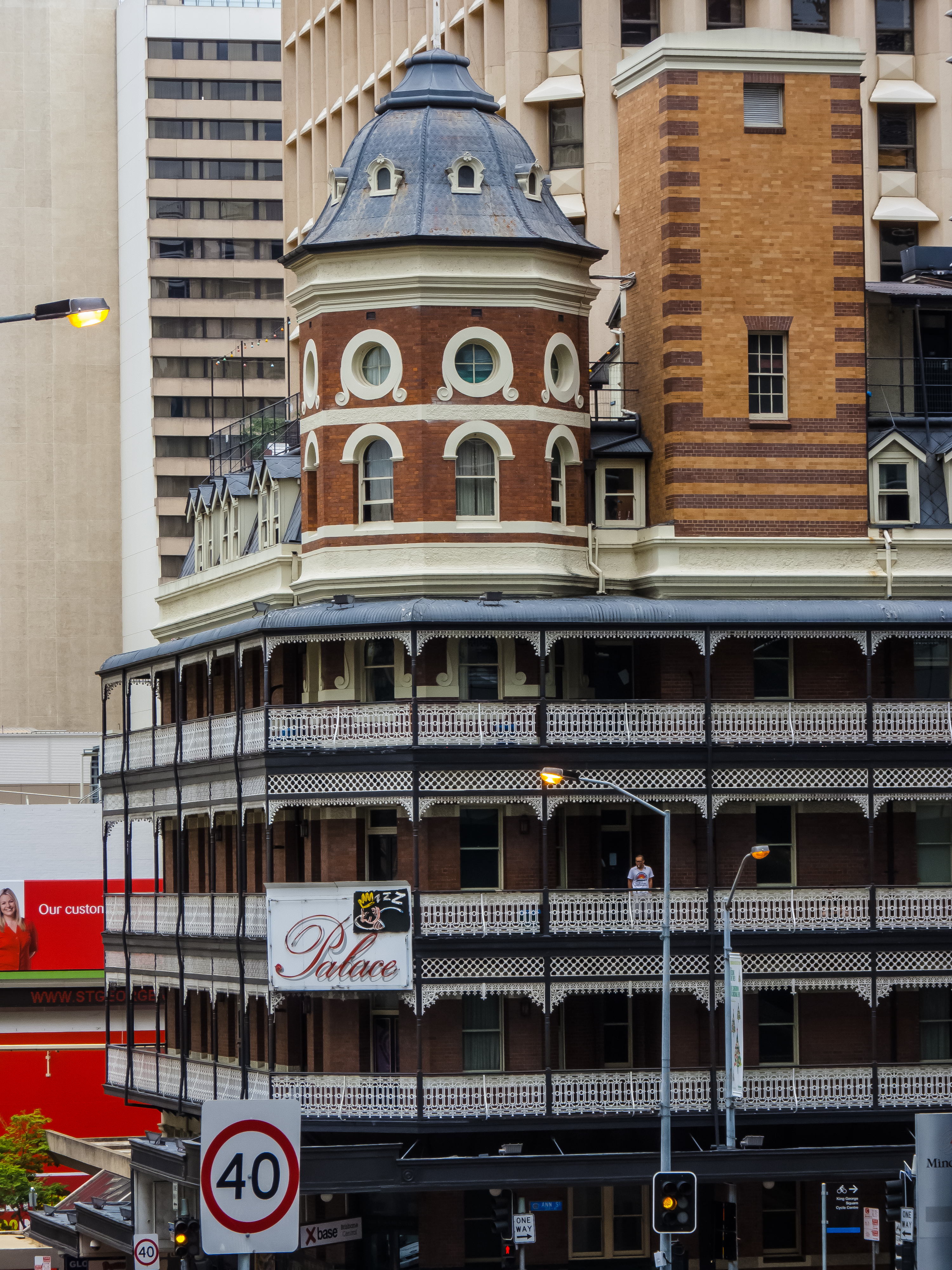
El Palacio del Pueblo, Brisbane, Queensland; un hotel de templanza de ladrillo rojo construido en etapas entre 1910 y 1913.

La Era de la Federación vio un cambio en los materiales utilizados para construir la mampara de la veranda. En general, el estilo sigue siendo esencialmente el mismo: grandes terrazas con filigranas se yerguen orgullosas sobre el edificio y dominan la fachada. Lo que cambió fueron los materiales.
Los edificios de ladrillo rojo eran un sello distintivo del estilo Filigrana de la Federación. En la época victoriana, las fachadas de los edificios variaban: podían ser de ladrillo visto sin revestir o podían estar revestidas y pintadas en una gran variedad de colores; los ladrillos podían ser de color rubio pálido, o negros como el espino, o de cualquier tipo de disposición policromada. Por el contrario, una de las características definitorias de la arquitectura de la Federación es su preferencia por una fachada de ladrillo rojo sin revestir. Esto fue impulsado por un interés historicista en la arquitectura del período de la Reina Ana, una especie de homenaje reaccionario a una Inglaterra imaginada del pasado. La Era de la Federación había encontrado en el ladrillo rojo su ingrediente básico, extendiéndolo sobre cada pared exterior, desde estaciones de tren hasta subestaciones, desde mansiones hasta casas adosadas.

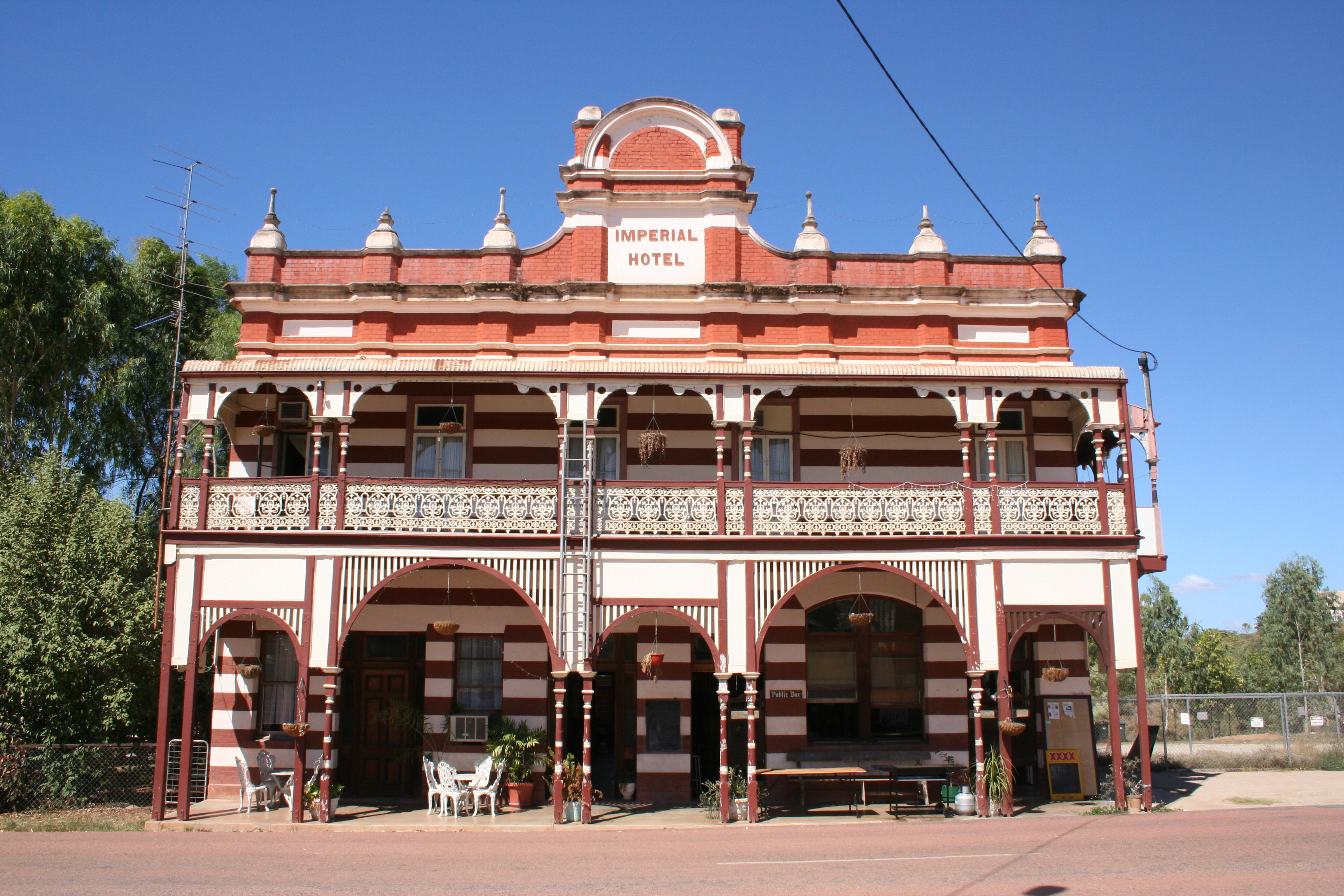
, Ravenswood (1901). La "sangre y las vendas" es un elemento clave, que se combina con la galería para crear un estado de deslumbramiento.

La búsqueda de novedad y eclecticismo marcó a menudo la arquitectura de este período, y se extrajeron influencias de las tradiciones románica, morisca y Art Nouveau para crear fachadas excéntricas e idiosincrásicas. El contraste se creaba a menudo mediante el uso de materiales contrastantes, como ladrillos rojos interrumpidos por bandas de piedra blanca o crema o estuco. A esto a veces se le llama efecto de "sangre y vendas" o de "corteza de tocino". En el <i id="mwAsI">Hotel Imperial,</i> Ravenswood (1901), la terraza está compuesta de una mezcla ecléctica de madera y hierro fundido. Cada sección de la terraza juega con la luz y el color de diferentes maneras. Debajo de la galería, unas franjas rojas y blancas se extienden horizontalmente a lo largo de la fachada. Este diseño de "sangre y vendas" es una parte clave del estilo filigrana, ya que se combina con la terraza para deslumbrar al espectador con formas y colores contrastantes. Otros ejemplos notables de edificios de estilo filigrana de la Federación que emplean el efecto de "sangre y vendas" con fines deslumbrantes incluyen el Hotel Kurri Kurri, Kurri Kurri (1904);  y el Hotel Broadway, Junee (1914); 

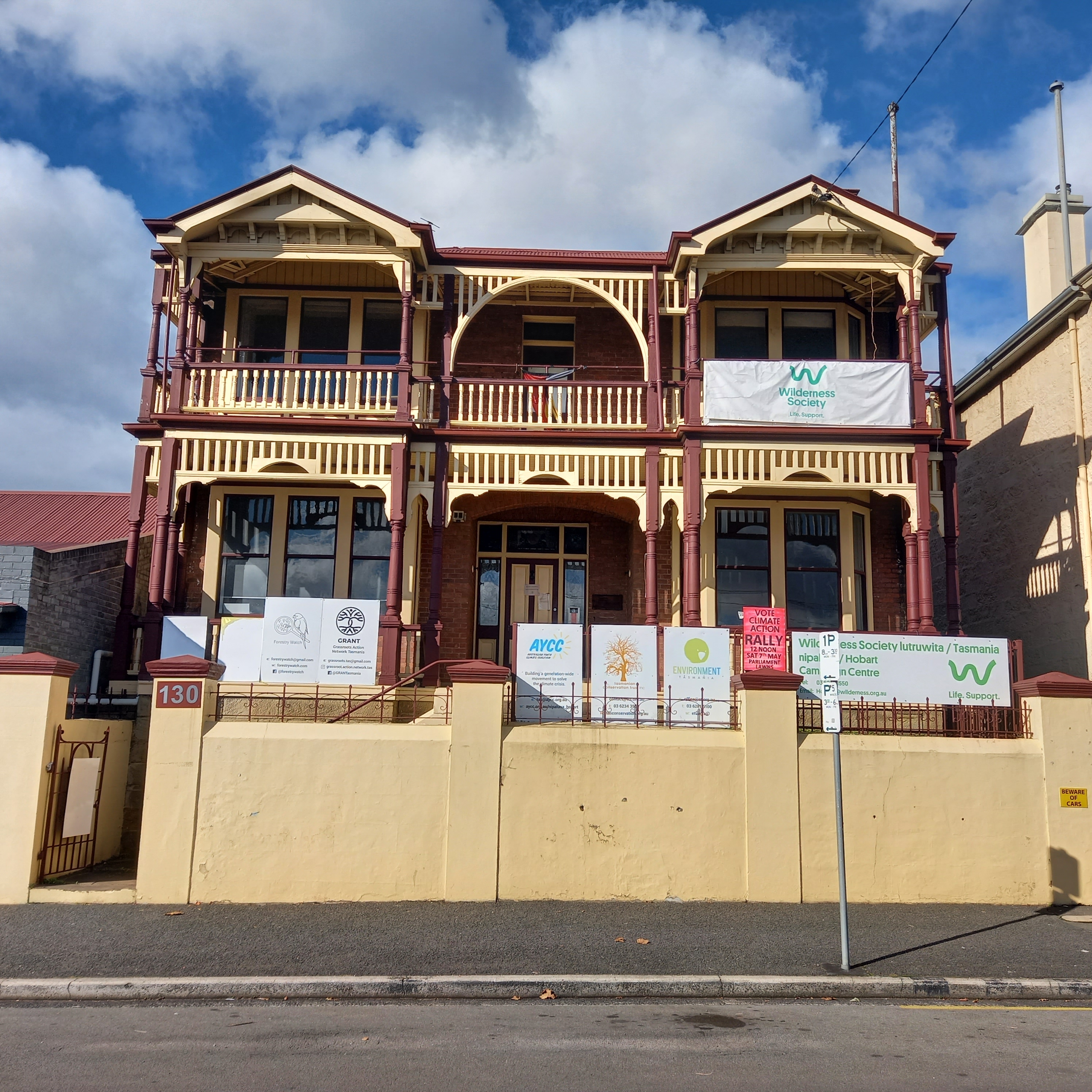
La terraza de madera es la característica que define esta casa en Davey Street, Hobart.

El cambio más marcado y relevante en el Estilo Filigrana fue en la filigrana misma, pasando la madera a ser el material principal con el que se construían terrazas y balcones. Una consternación reaccionaria ante la naturaleza estandarizada e industrial de la era victoriana había llevado a una demanda de materiales nuevos y naturalizados, como la madera y el hierro forjado. La madera tenía una sensación natural, era un material orgánico que aludía a miles de años de carpintería y artesanía, pero en verdad era tan manufacturado como el hierro fundido. Los avances tecnológicos dieron lugar a máquinas impulsadas por vapor y, más tarde, por electricidad, como sierras de cinta, sierras de calar y tornos . De repente, la madera se podía tallar, tallar y tornear de manera rápida y económica, y grandes cantidades de ornamentación de madera para terrazas quedaron disponibles para el mercado masivo. Las áreas que experimentaron un gran desarrollo de clase media alta durante la era de la Federación contienen algunos de los mejores ejemplos sobrevivientes del estilo doméstico de terrazas con madera. Las áreas notables incluyen la costa norte de Sydney, Perth y Launceston, que contiene muchos ejemplos, incluido Hargate ( c. 1900
 ); Kilmarnock ( c. 1903
 );  Casa de la Liga Victoria ( c. 1905
 ); Werona ( c. 1908
 ).

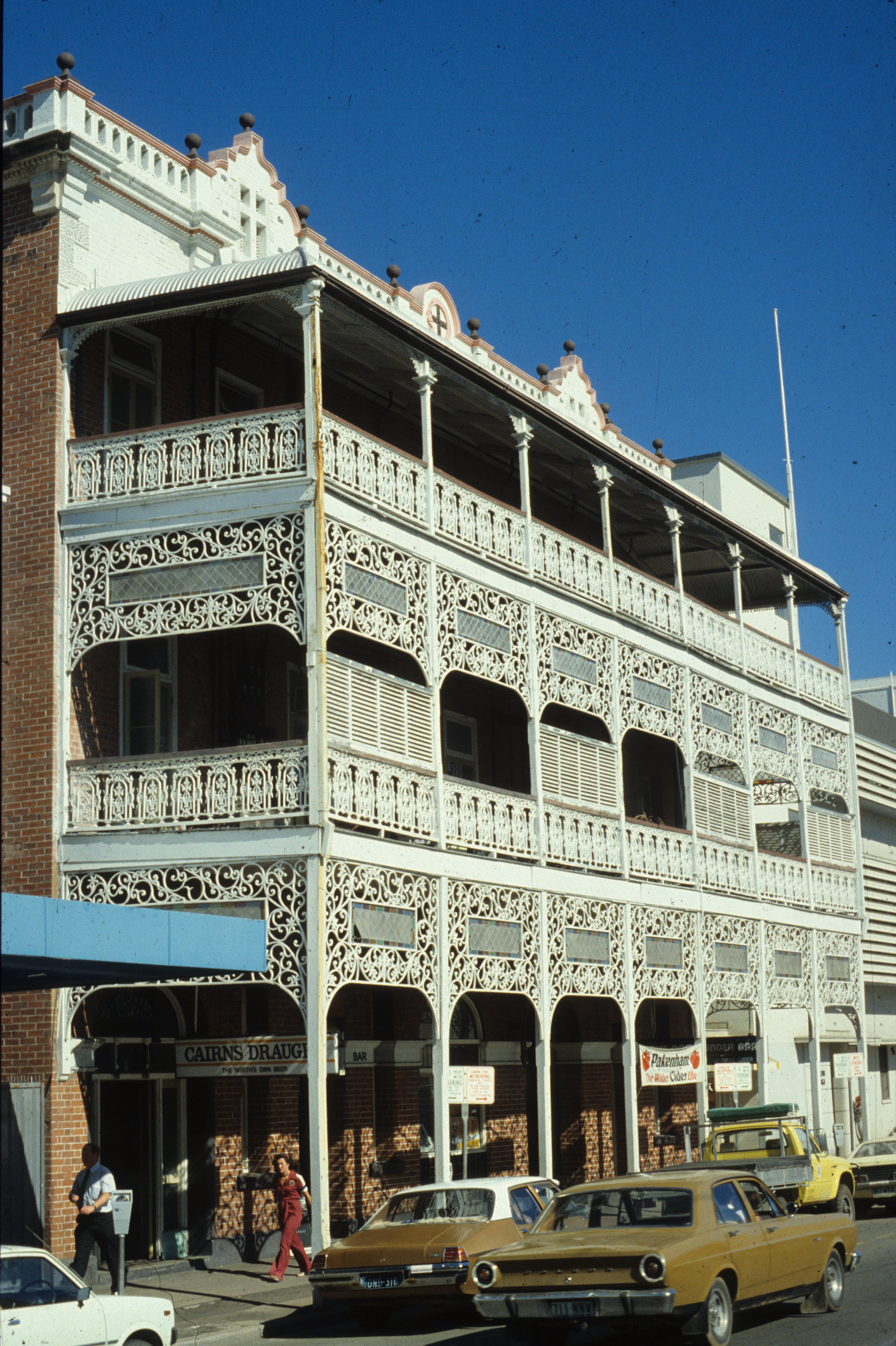
Hotel Buchanan's, Townsville. Construido en 1902, destruido en 1982. Filigrana de tres niveles en hierro fundido, hierro forjado, madera y vidrio.

El hierro forjado, trabajado a mano y con todas las peculiaridades individuales de un producto artesanal, fue quizás la expresión más verdadera de este deseo de formas naturales. Eastbourne House and terraces, East Melbourne (1906), probablemente diseñada por Robert Haddon en una interpretación florida y personal de un estilo Art Nouveau -Filigrana de la Federación, utiliza hierro forjado para destruir la comprensión establecida de las normas de los balcones con encaje, estirando la balaustrada hacia afuera y hacia abajo en un zarcillo para conectarse con el friso que se encuentra debajo. Uno de los usos más famosos del hierro forjado en una terraza de la Federación fue el Hotel Buchanan de Townsville (1902). La galería de tres pisos presentaba balaustradas de hierro fundido, columnas de madera y paneles de ventilación, frisos profundos de hierro forjado y paneles de vidrio coloreado, y muchos la consideraban la cumbre del estilo filigrana. Los paneles del friso de hierro forjado fueron fabricados localmente por Green's Foundry.  A finales de 1982, un trágico incendio arrasó la parte trasera del hotel, dejándolo gravemente dañado, pero la fachada de ladrillo y la terraza sólo sufrieron "daños limitados". Sin embargo, el consejo entró en pánico y comenzó a demoler la parte trasera del edificio, y cuando fueron confrontados por miembros del National Trust destruyeron la fachada al amparo de la noche.  El vidrio era un componente bastante raro en las galerías, pero otro edificio notable de Federation Filigree que lo empleó fue el Hotel Australia de Soden en Albury, que incorpora vidrieras curvilíneas de estilo Art Nouveau y hierro forjado.  La terraza fue una construcción bastante tardía: el licenciatario del hotel, James Soden, construyó primero el gran porche de entrada en 1920, para luego extenderlo hasta convertirlo en una terraza envolvente en 1925. Las verandas de estilo filigrana de la Federación a menudo se combinaban con el estilo Reina Ana, combinando verandas de madera torneada con frontones de estilo Tudor y una sensación de cabaña. En Beaufort Street, en West Perth, hay una hilera de grandes terrazas de estilo filigrana Reina Ana, construidas alrededor de 1897. La grandeza de la hilera de torretas contrasta con los pintorescos detalles de estilo Reina Ana.

### Ejemplos del estilo Filigrana de la Federación

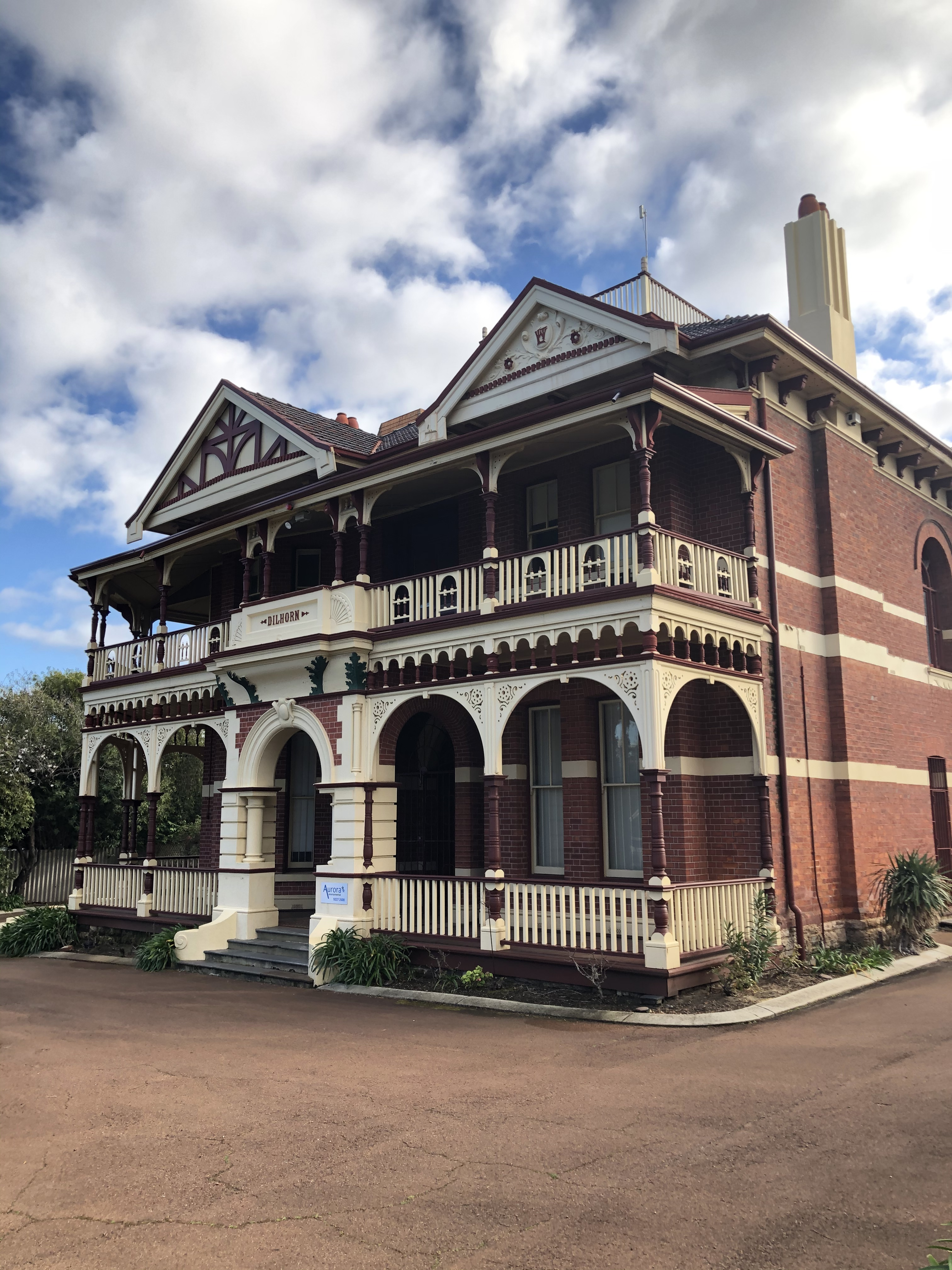
Casa Dilhorn, Perth (1897). Diseñada por Joseph John Talbot Hobbs .
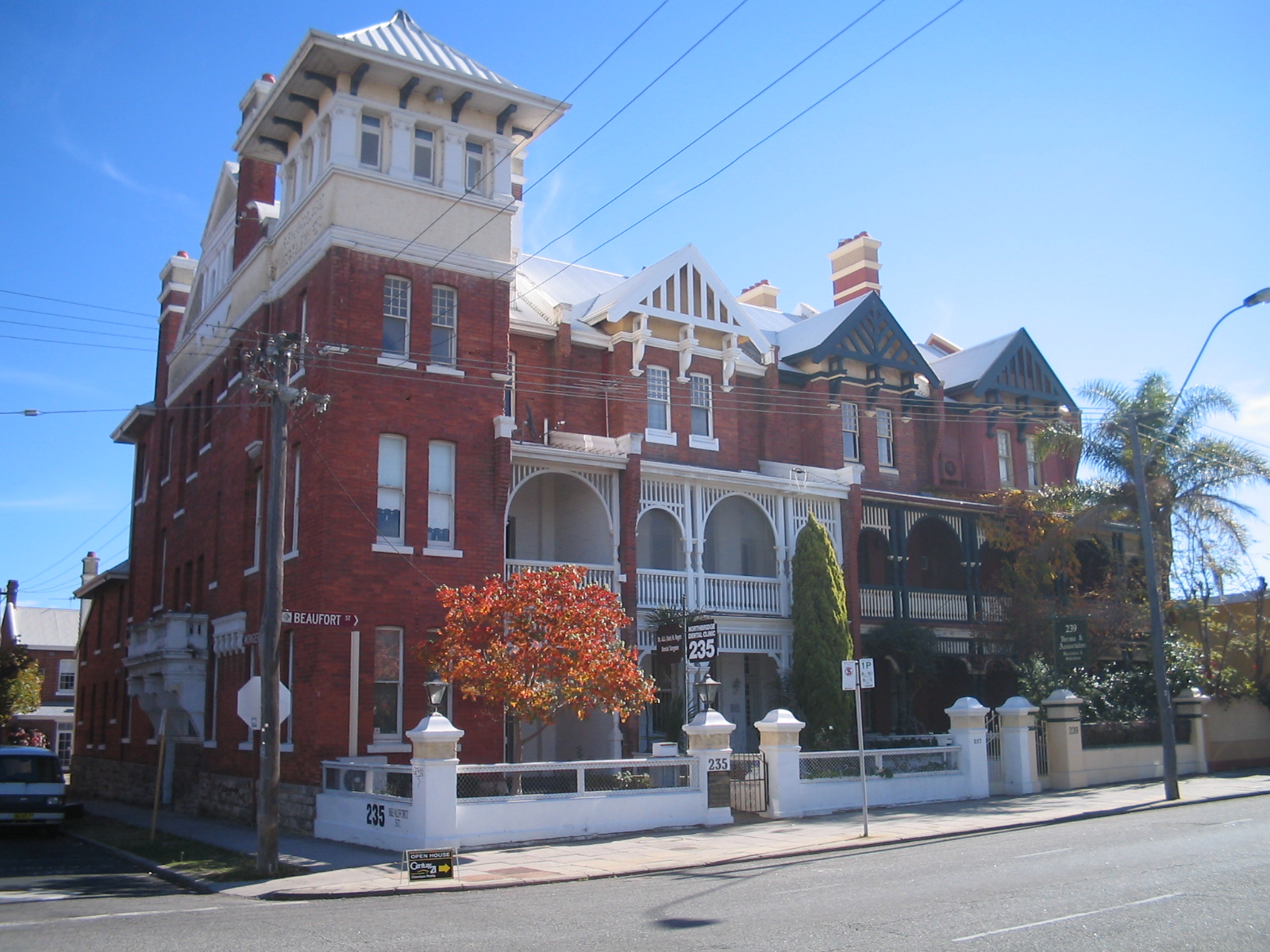
Una hilera de grandes terrazas de estilo filigrana Reina Ana de la Federación, Perth (c. 1897).
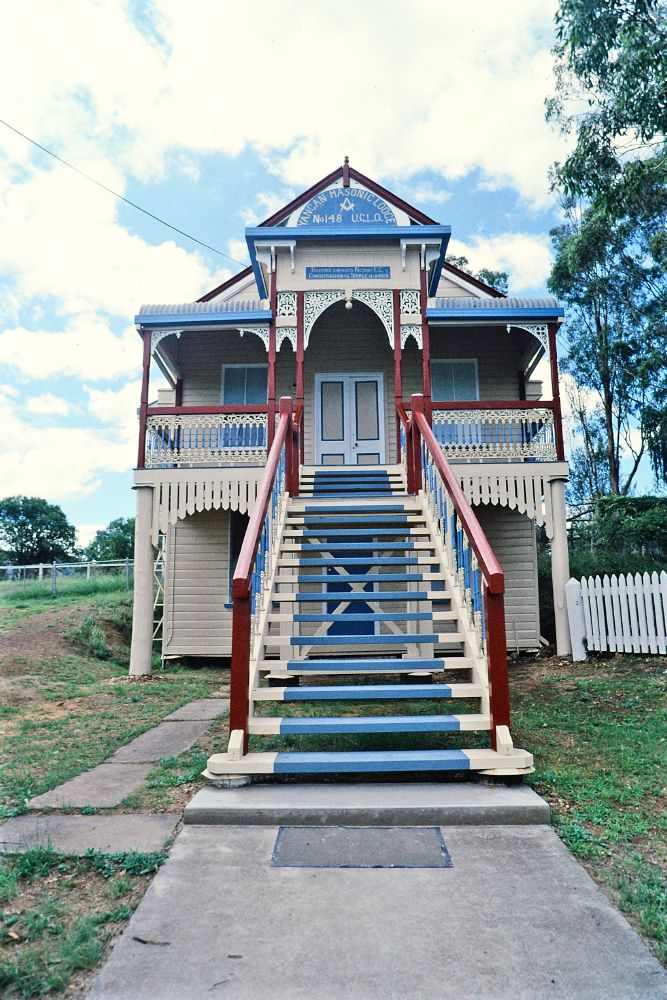
<i id="mwA1E">Salón Masónico</i>, Yangan (c. 1898)
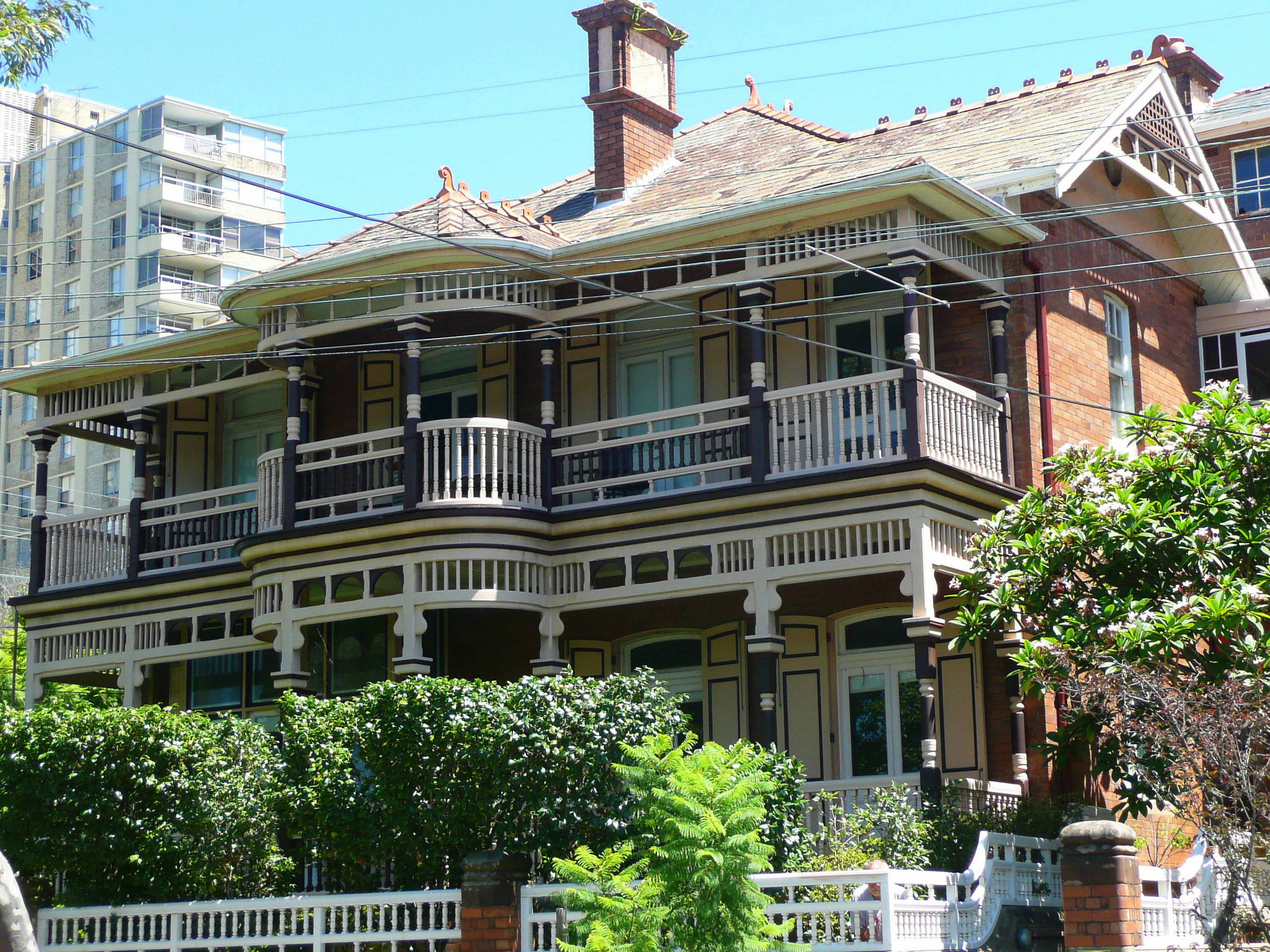
Elvo, Woollahra (c. 1900). Casa de estilo Reina Ana con marcados elementos de filigrana de la Federación.
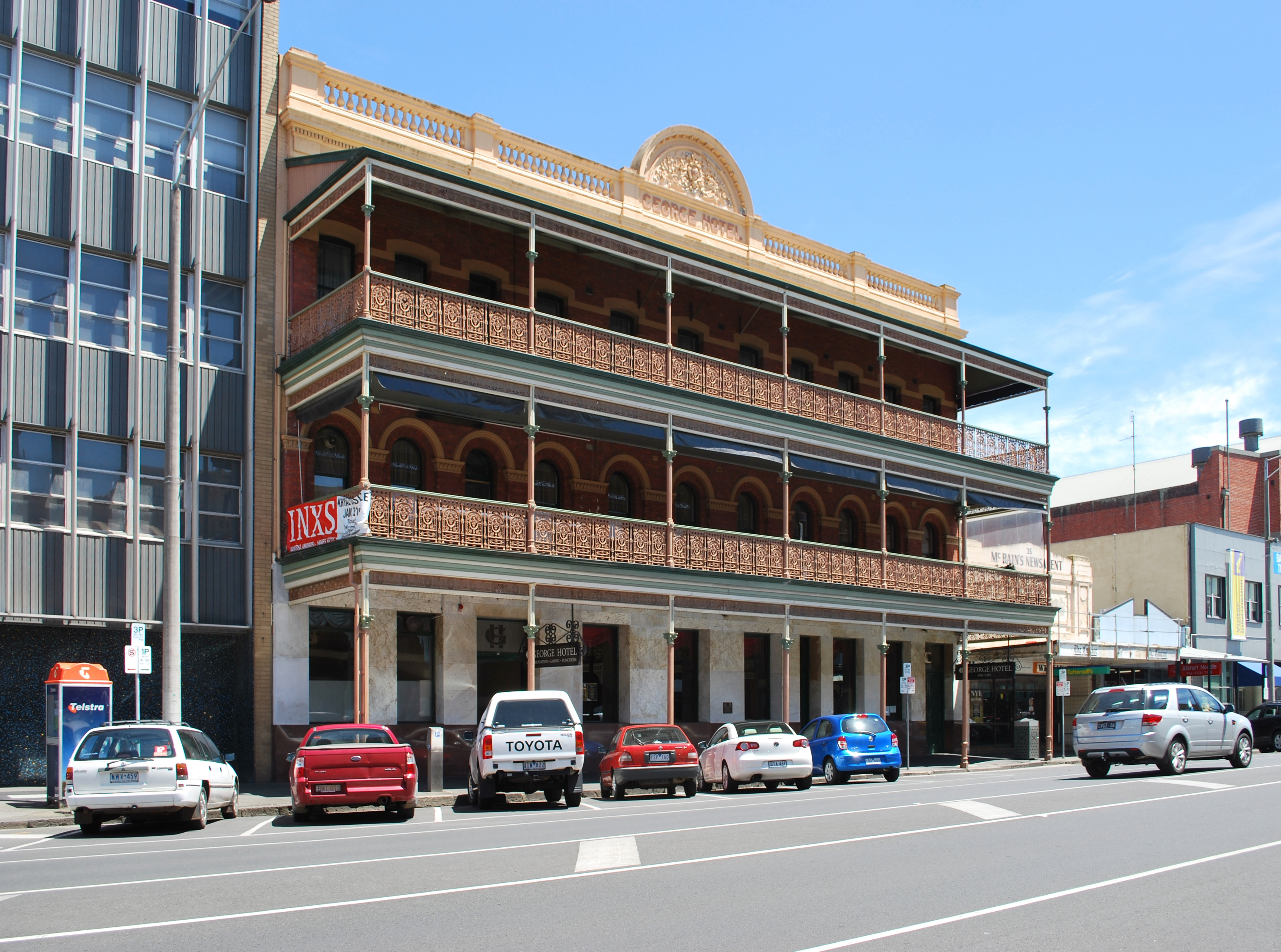
Hotel George, Ballarat . Construido en 1902.
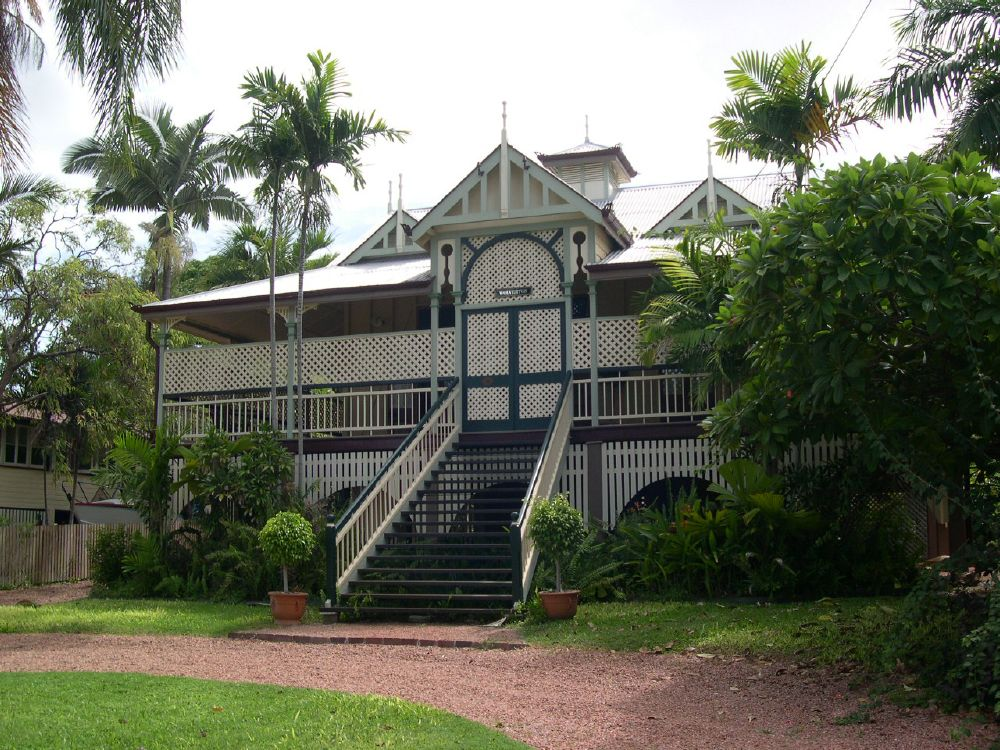
Wolverton, Townsville . Construido alrededor de 1903.
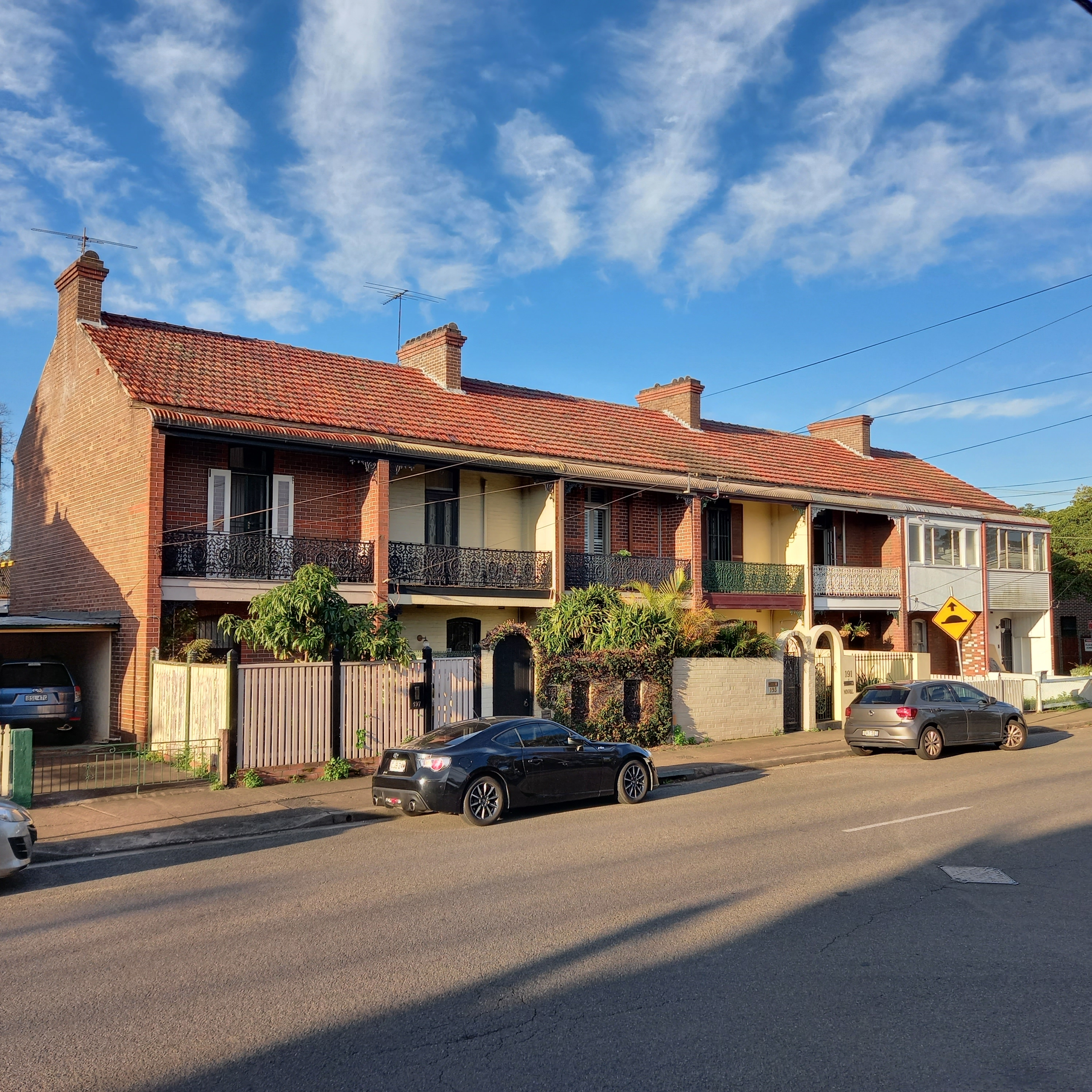
Terraza Fulham, Croydon (1904)
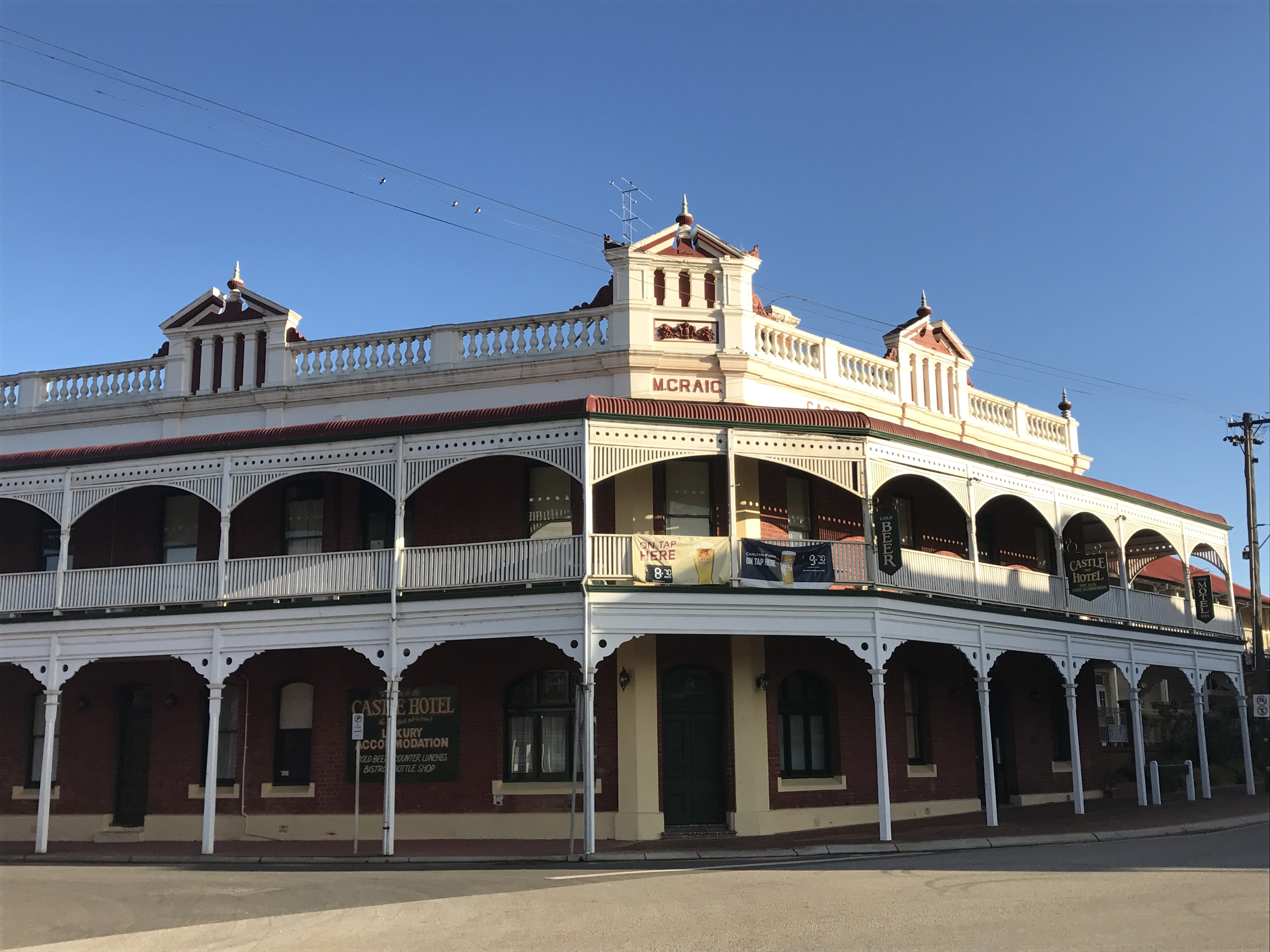
<i id="mwA4g">Hotel Castle</i>, York ( c. 1905).
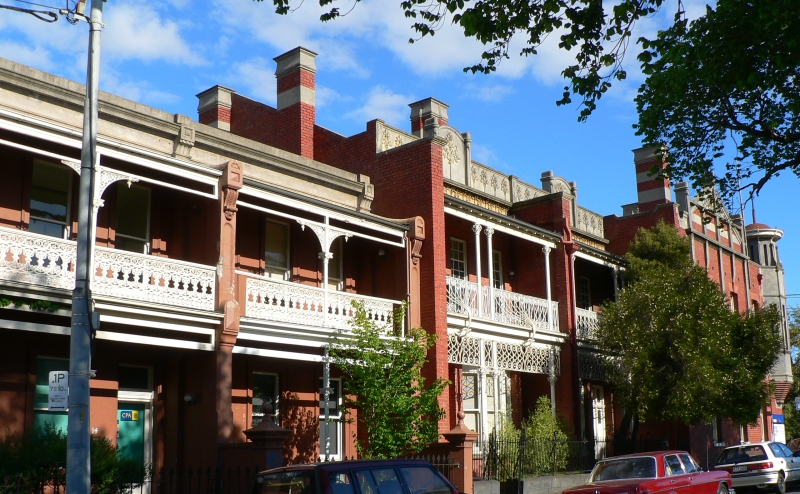
Eastbourne House y terrazas, East Melbourne (1906), un hospital privado con un par de terrazas anexas, probablemente diseñado por Robert Haddon .
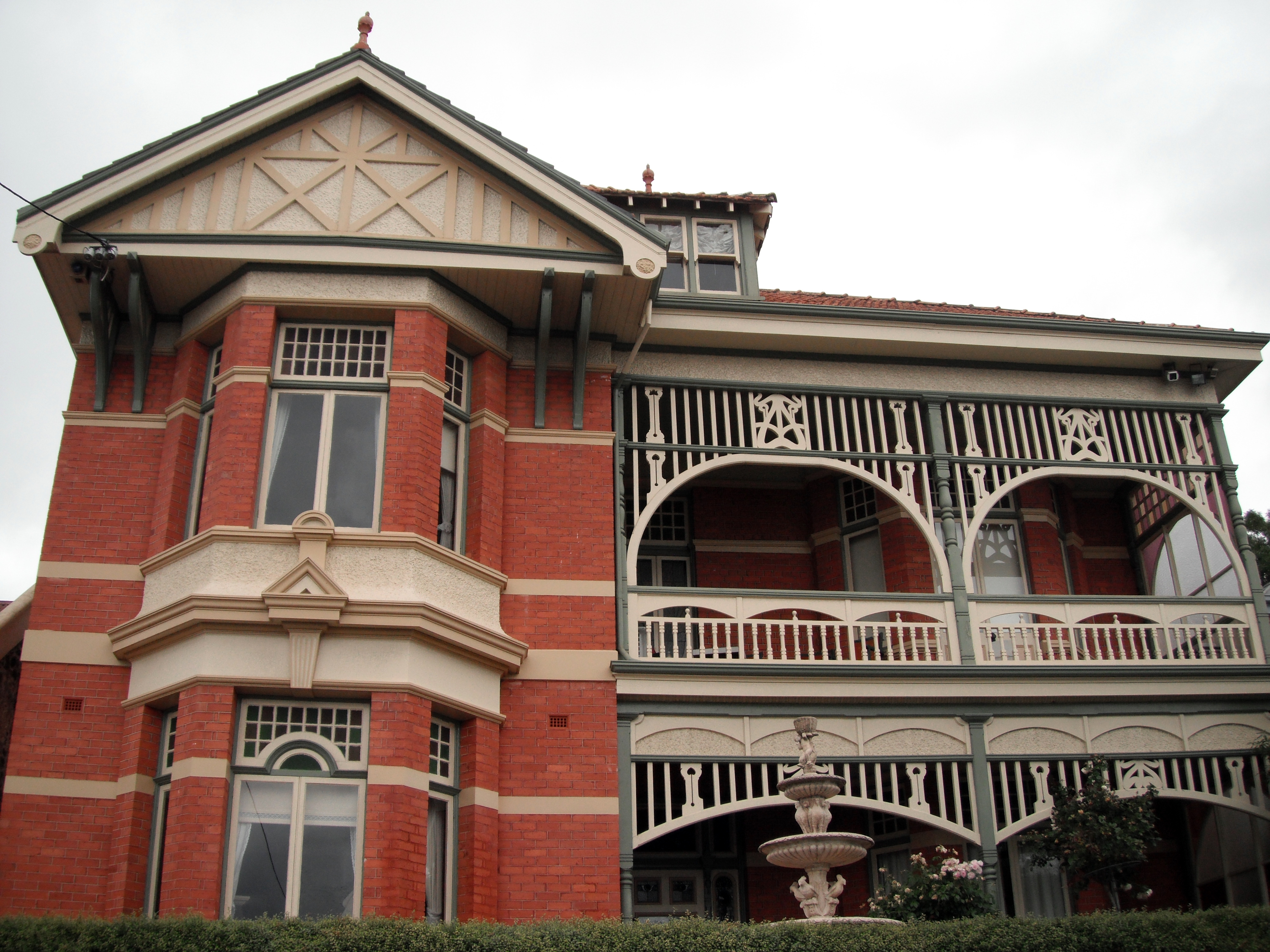
Werona, Launceston (1908) .
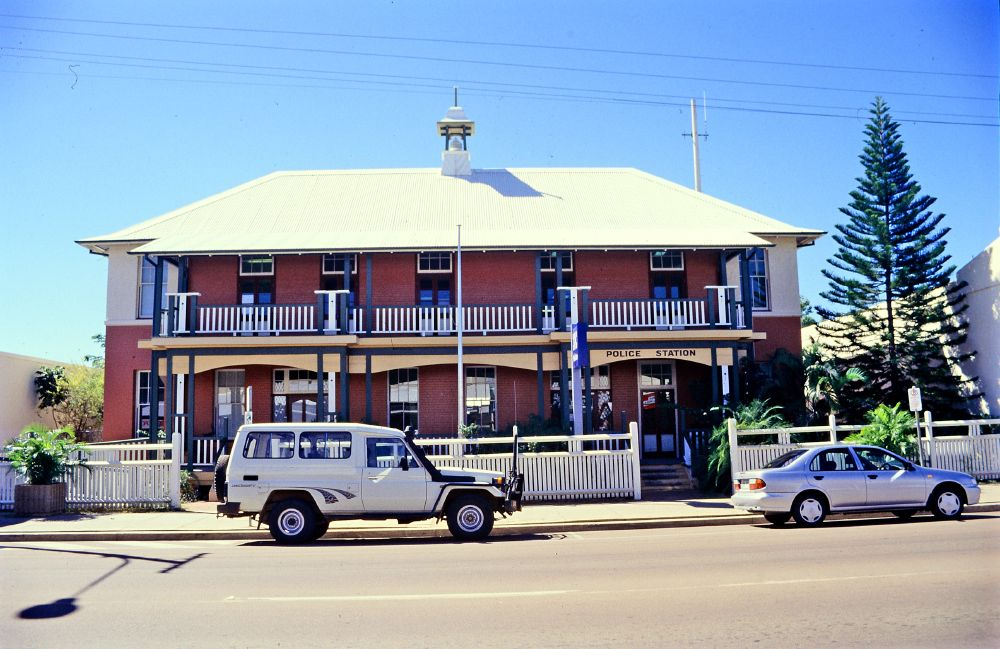
<i id="mwA6s">Comisaría de policía</i>, Charters Towers (1910). Arquitecto: Thomas Pye .
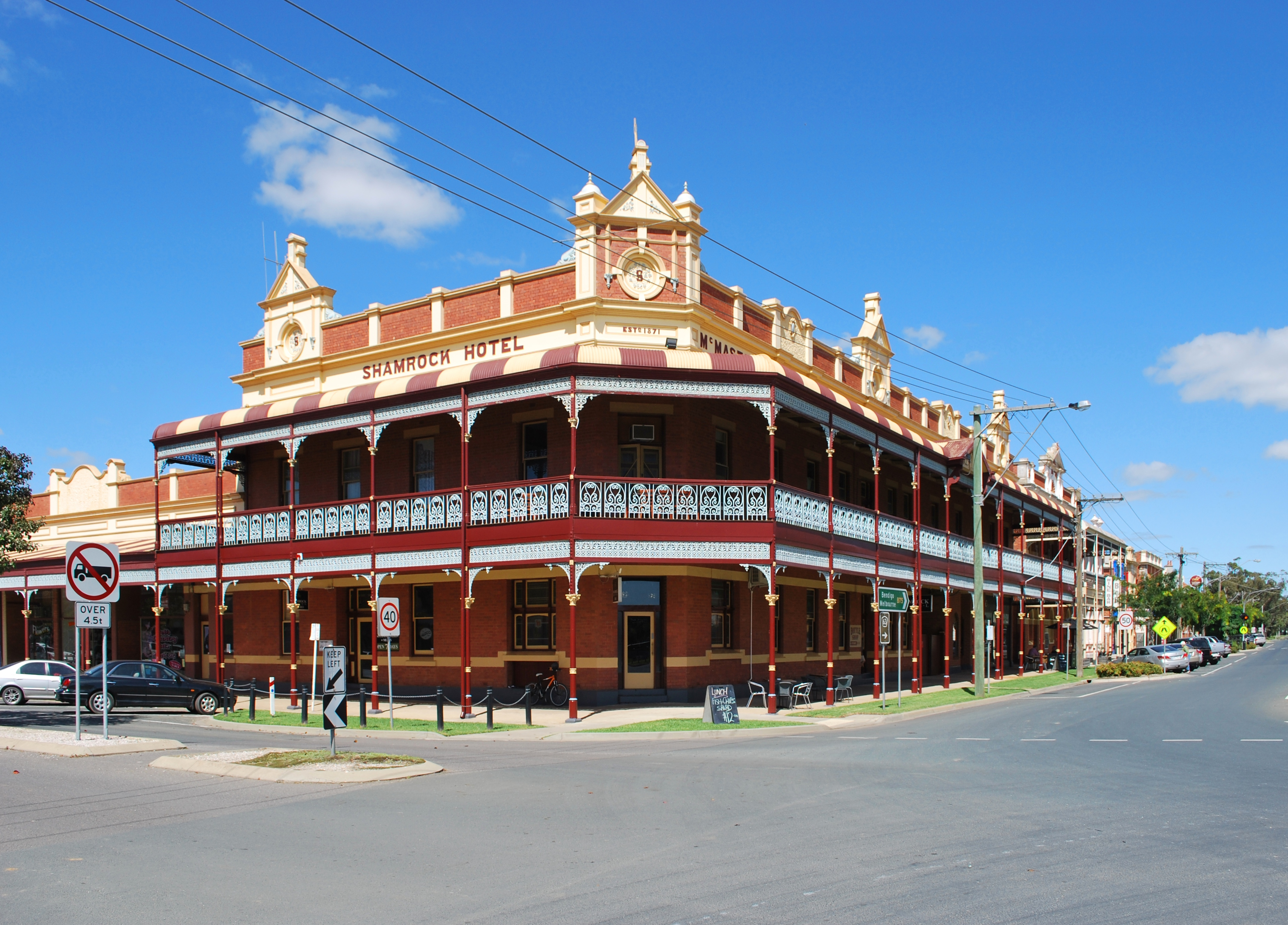
Hotel Shamrock, Rochester (c. 1912)
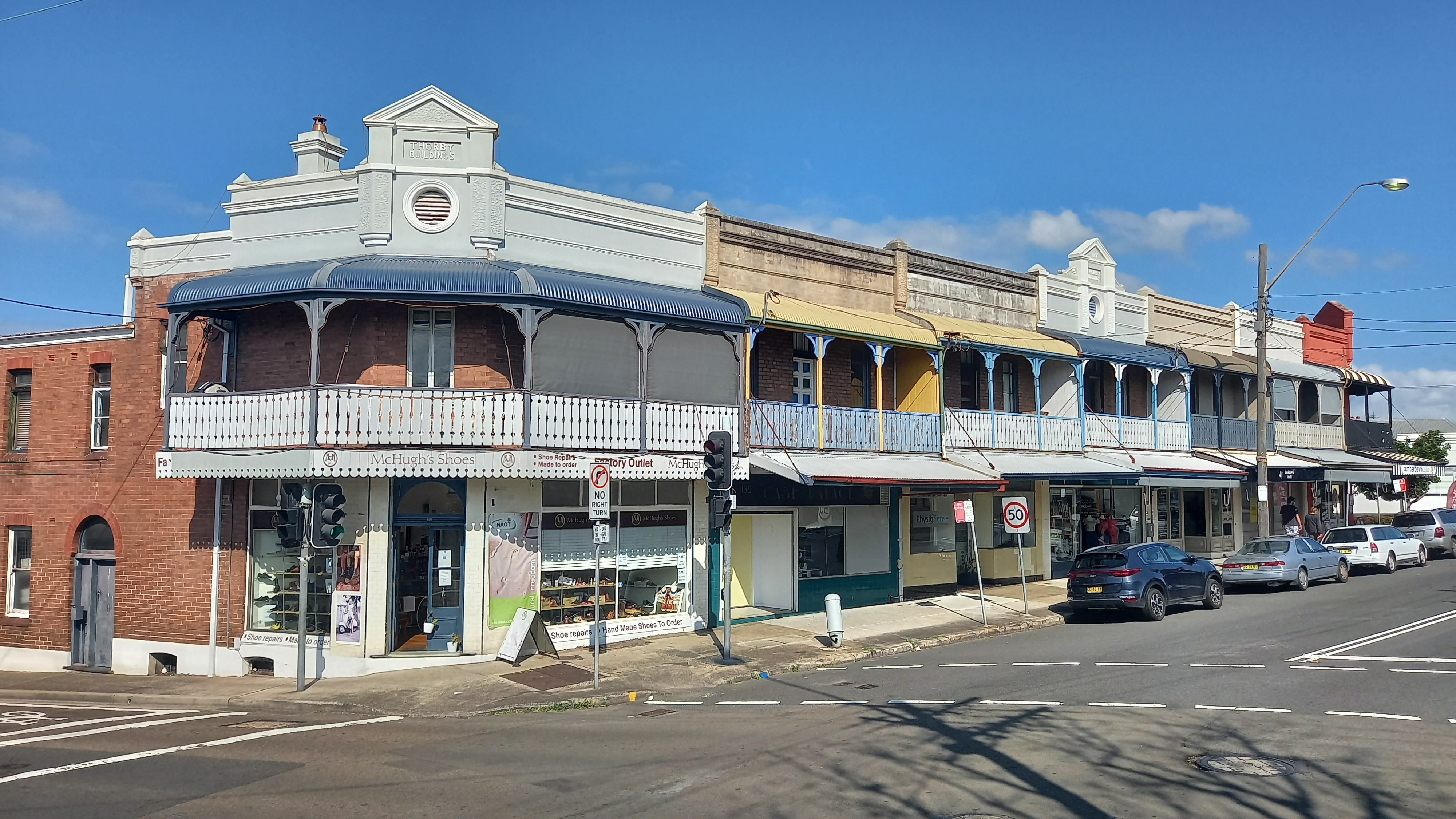
Edificios Thorby, Leichhardt (1912)
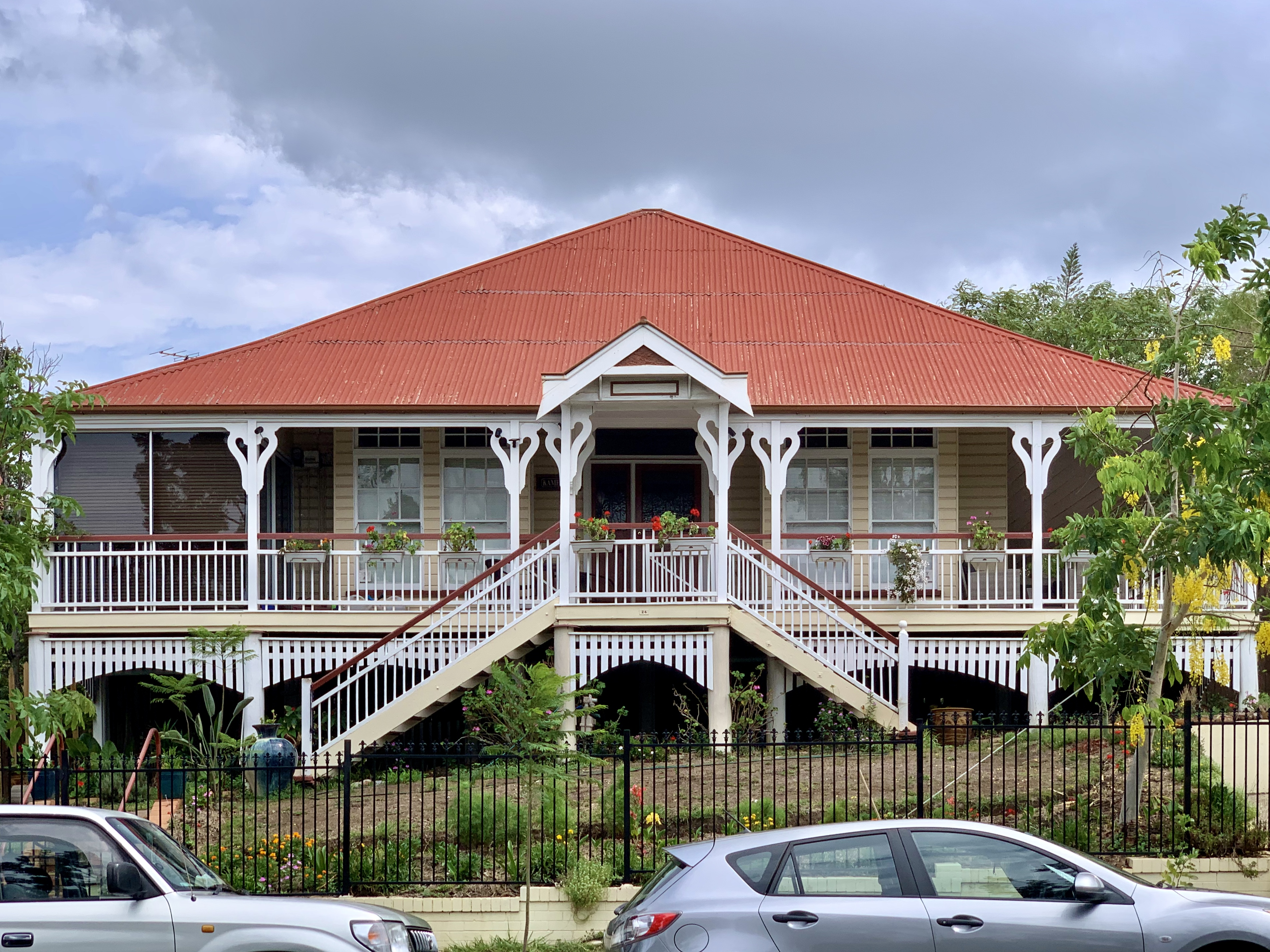
Kameruka, Ipswich (1917). Estilo Queenslander de filigrana federal con escalera de doble acceso.
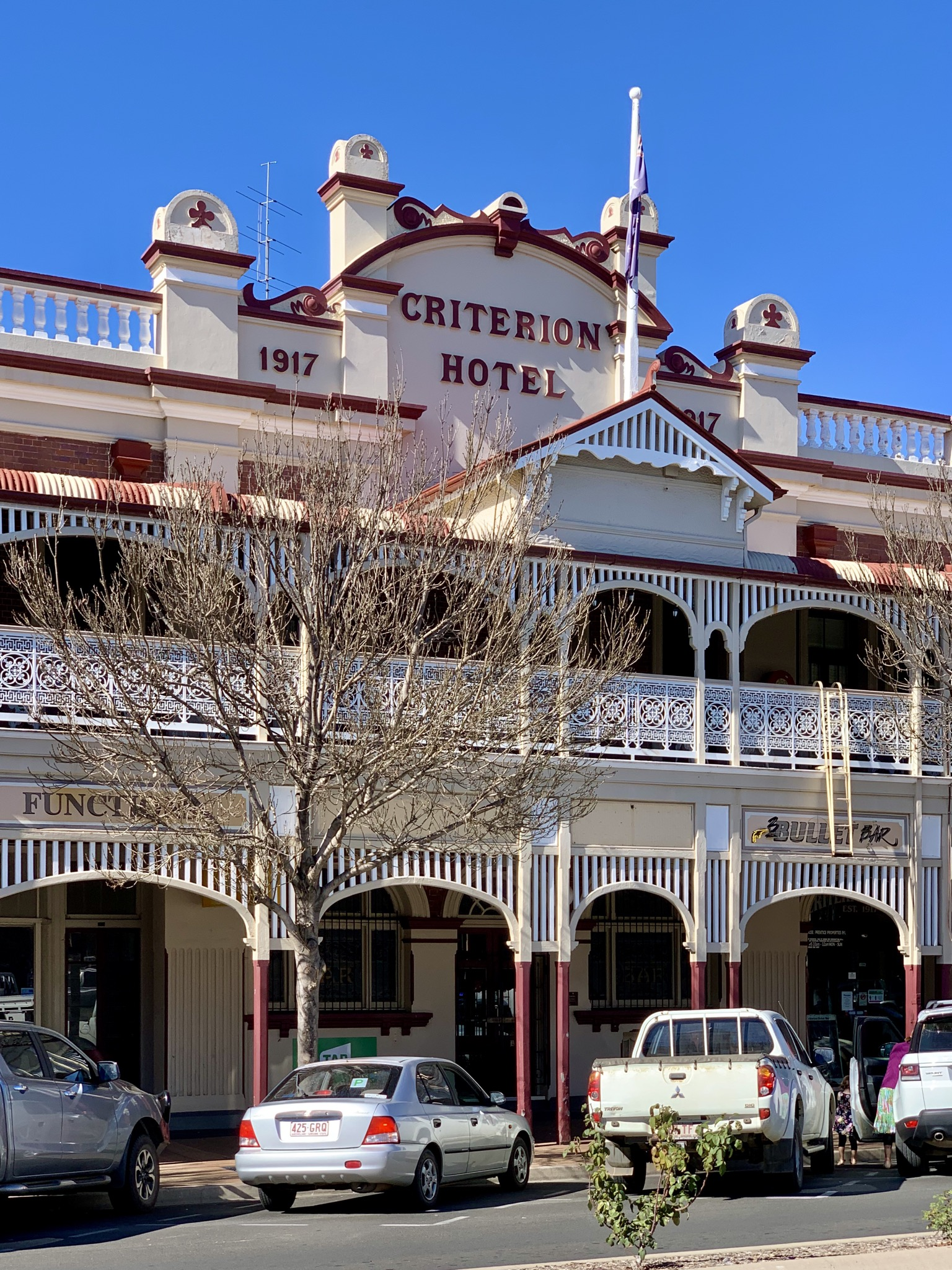
<i id="mwA9c">Criterion Hotel</i>, Warwick ; construido en 1917.